# Герои Социалистического Труда Кемеровской области
В настоящий список включены:

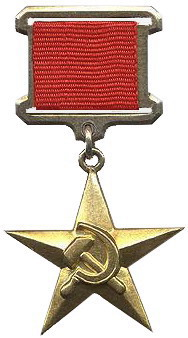
Золотая медаль «Серп и Молот»

- Герои Социалистического Труда, на момент присвоения звания проживавшие на территории Кемеровской области, — 321 человек (в том числе 1 — дважды Герой Социалистического Труда);
- уроженцы Кемеровской области, удостоенные звания Героя Социалистического Труда в других регионах СССР, — 36 человек;
- Герои Социалистического Труда, прибывшие на постоянное проживание в Кемеровскую область, — 4 человека;
- лица, лишённые звания Героя Социалистического Труда — 2 человека.

Вторая и третья части списка могут быть неполными из-за отсутствия данных о месте рождения и проживания ряда Героев.
В таблицах отображены фамилия, имя и отчество Героев, должность и место работы на момент присвоения звания, дата Указа Президиума Верховного Совета СССР, отрасль народного хозяйства, место рождения/проживания, а также ссылка на биографическую статью на сайте «Герои страны» (знаком * выделены регионы, не относящиеся к Кемеровской области). Формат таблиц предусматривает возможность сортировки по указанным параметрам путём нажатия на стрелку в нужной графе.

## История
Первое присвоение звания Героя Социалистического Труда в Кемеровской области произошло 5 ноября 1943 года, когда Указом Президиума Верховного Совета СССР за особые заслуги в обеспечении перевозок для фронта и народного хозяйства награду получил паровозный мастер И. Г. Сафронов.
Наибольшее количество Героев Социалистического Труда в Кемеровской области приходится на сельскохозяйственную отрасль — 107, а также на угольную промышленность — 101 человек. Значительное число Героев трудилось в металлургии — 44 человека и в строительстве — 31. Остальные представлены сферами транспорта — 9; химической промышленности — 6; машиностроения — 4; энергетики — 3; оборонной, электротехнической, лесной, пищевой промышленности, геологии, связи — по 2; радиопромышленности, промышленности стройматериалов, здравоохранения — по 1.

## Лица, удостоенные звания Героя Социалистического Труда в Кемеровской области
| № | Фамилия, имя, отчество   | Даты жизни              | Деятельность | Дата присвоения       | Отрасль  | Место рождения         | ГС       |
| - | ------------------------ | ----------------------- | --- | --------------------- | -------- | ---------------------- | -------- |
| 1 | Дроздецкий Егор Иванович | 09.10.1930 — 17.05.2021 | Бригадир горнорабочих очистного забоя шахты «Нагорная» производственного объединения «Гидроуголь» Министерства угольной промышленности СССР, гор. Новокузнецк Кемеровской области | 29.06.1966 21.03.1983 | углепром | *Новосибирская область | [ ГС 1 ] |

| №   | Фамилия, имя, отчество                      | Даты жизни              | Деятельность | Дата присвоения | Отрасль         | Место рождения                | ГС         |
| --- | ------------------------------------------- | ----------------------- | --- | --------------- | --------------- | ----------------------------- | ---------- |
| 1   | Акимочкин Степан Дмитриевич                 | 1898—1975               | Бригадир колхоза «Искра» Ленинск-Кузнецкого района Кемеровской области | 25.02.1949      | сельхоз         | *Орловская область            | [ ГС 2 ]   |
| 2   | Аксёнов Пётр Алексеевич                     | 1906 — ????             | Председатель колхоза «3-й год пятилетки» Кемеровского района Кемеровской области | 06.03.1948      | сельхоз         | *Белоруссия                   |            |
| 3   | Алексеев Степан Иванович                    | 1930 — 10.06.2002       | Комбайнёр совхоза «Ново-Ивановский» Ленинск-Кузнецкого района Кемеровской области | 11.12.1973      | сельхоз         | Ленинск-Кузнецкий район       | [ ГС 3 ]   |
| 4   | Алимов Михаил Филиппович                    | 1919 — ????             | Звеньевой колхоза «Искра» Ленинск-Кузнецкого района Кемеровской области | 25.02.1949      | сельхоз         | Мариинский район              | [ ГС 4 ]   |
| 5   | Ананенко Иван Прокопьевич                   | 05.02.1921 — 29.12.1983 | Старший вальцовщик среднесортного цеха Кузнецкого металлургического комбината Кемеровского совнархоза | 19.07.1958      | металлургия     | *Новосибирская область        | [ ГС 5 ]   |
| 6   | Ашпин Борис Иннокентьевич                   | 12.12.1928 — 21.04.2020 | Директор Западно-Сибирского металлургического комбината имени 50-летия Великого Октября Министерства чёрной металлургии СССР, Кемеровская область                                                                               | 29.04.1986      | металлургия     | *Алтайский край               | [ ГС 6 ]   |
| 7   | Бабенко Алексей Алексеевич                  | 1927—1995               | Горнорабочий очистного забоя шахты «Ягуновская» треста «Кемеровоуголь» комбината «Кузбассуголь» Министерства угольной промышленности СССР, Кемеровская область                                                                  | 29.06.1966      | углепром        | *Северо-Казахстанская область | [ ГС 7 ]   |
| 8   | Бабенков Александр Илларионович             | 14.08.1931 — 12.07.1995 | Слесарь-инструментальщик завода «Кузбассрадио» Министерства радиопромышленности СССР, гор. Белово Кемеровской области | 29.07.1966      | радиопром       | *Алтайский край               | [ ГС 8 ]   |
| 9   | Багрыч Зинаида Гольфридовна                 | 06.08.1934 — 17.10.2010 | Свинарка совхоза «Краснинский» Промышленновского района Кемеровской области | 25.06.1990      | сельхоз         | *Красноярский край            | [ ГС 9 ]   |
| 10  | Баклыков Василий Данилович                  | 01.05.1921 — 29.04.1985 | Звеньевой колхоза «Комсомольская искра» Подунского района Кемеровской области | 06.03.1948      | сельхоз         | Промышленновский район        | [ ГС 10 ]  |
| 11  | Баранова (Кошкина) Александра Егоровна      | род. 1929               | Звеньевая колхоза «Красный партизан» Прокопьевского района Кемеровской области | 25.02.1949      | сельхоз         | Прокопьевский район           | [ ГС 11 ]  |
| 12  | Бардышев Владимир Фёдорович                 | 18.08.1936 — 24.08.2003 | Бригадир горнорабочих очистного забоя шахты «Новокузнецкая» производственного объединения «Южкузбассуголь» Министерства угольной промышленности СССР, Кемеровская область                                                       | 02.06.1983      | углепром        | *Амурская область             | [ ГС 12 ]  |
| 13  | Батурин Эдуард Феодосович                   | 20.10.1936 — 21.07.2021 | Машинист экскаватора Красногорского разреза комбината «Кузбасскарьеруголь» Министерства угольной промышленности СССР, Кемеровская область                                                                                       | 30.03.1971      | углепром        | *Томская область              | [ ГС 13 ]  |
| 14  | Баулин Анатолий Иванович                    | 1925 — 27.12.1954       | Звеньевой колхоза «Заветы Ленина» Кемеровского района Кемеровской области | 25.02.1949      | сельхоз         | *Вологодская область          | [ ГС 14 ]  |
| 15  | Бедарева Надежда Прокопьевна                | 1899—1982               | Бригадир полеводческой бригады подсобного хозяйства имени Куйбышева Кузнецкого металлургического комбината Министерства металлургической промышленности СССР, Кузнецкий район Кемеровской области                               | 31.10.1949      | сельхоз         | Новокузнецкий район           | [ ГС 15 ]  |
| 16  | Бедняшин Михаил Григорьевич                 | 1902 — ????             | Председатель колхоза «Пятилетка в 4 года» Кузнецкого района Кемеровской области | 06.03.1948      | сельхоз         | *Нижегородская область        | [ ГС 16 ]  |
| 17  | Безгодов Иван Фёдорович                     | 02.02.1922 — 21.02.1994 | Старший аппаратчик Новокемеровского химического комбината Министерства химической промышленности СССР, гор. Кемерово | 28.05.1966      | химпром         | *Алтай (республика)           | [ ГС 17 ]  |
| 18  | Белов Николай Семёнович                     | 25.04.1908 — 1972       | Управляющий Кузбасским районным энергетическим управлением Министерства энергетики и электрификации СССР, гор. Кемерово | 04.10.1966      | энергетика      | *Чувашия                      | [ ГС 18 ]  |
| 19  | Бизин Николай Петрович                      | 12.12.1928 — 08.06.2002 | Проходчик горных выработок шахты «Чертинская-Южная» треста «Беловуголь» комбината «Кузбассуголь» Министерства угольной промышленности СССР, Кемеровская область                                                                 | 29.06.1966      | углепром        | *Пензенская область           | [ ГС 19 ]  |
| 20  | Бикетов Алексей Филиппович                  | 1927 — 21.01.1980       | Бригадир проходчиков шахтостроительного управления треста «Томусашахтострой» Министерства строительства РСФСР, Кемеровская область                                                                                              | 11.08.1966      | строительство   | *Алтайский край               | [ ГС 20 ]  |
| 21  | Благинин Семён Маркович                     | 14.09.1913 — 05.05.1995 | Бригадир проходчиков Осинниковского строительного управления треста «Томусашахтострой» комбината «Кузбассшахтострой» Министерства строительства предприятий угольной промышленности СССР, Кемеровская область                   | 26.04.1957      | строительство   | *Новосибирская область        | [ ГС 21 ]  |
| 22  | Блюнская Анастасия Павловна                 | 1925 — 03.02.2008       | Звеньевая совхоза «Анжерский» Министерства совхозов СССР, Анжеро-Судженский район Кемеровской области | 03.07.1950      | сельхоз         | Яйский район                  | [ ГС 22 ]  |
| 23  | Бовт Тихон Зиновьевич                       | 07.07.1910 — 12.03.1980 | Управляющий трестом «Ленинуголь» комбината «Кузбассуголь» Министерства угольной промышленности СССР, Кемеровская область | 26.04.1957      | углепром        | *Полтавская область           | [ ГС 23 ]  |
| 24  | Бойко Василий Антонович                     | 01.01.1931 — 12.03.2009 | Бригадир монтажников передвижной механизированной колонны № 604 треста «Связьстрой-6» Министерства связи РСФСР, Кемеровская область                                                                                             | 02.04.1981      | связь           | *Харьковская область          | [ ГС 24 ]  |
| 25  | Боков Пётр Иванович                         | 1909—1986               | Машинист врубовой машины шахты «А» комбината «Кемеровуголь» Министерства угольной промышленности восточных районов СССР, Кемеровская область                                                                                    | 28.08.1948      | углепром        | ?                             | [ ГС 25 ]  |
| 26  | Болотин Павел Яковлевич                     | род. 29.12.1929         | Проходчик горных выработок шахты имени М. И. Калинина комбината «Прокопьевскуголь» Министерства угольной промышленности СССР, Кемеровская область                                                                               | 30.03.1971      | углепром        | *Курская область              | [ ГС 26 ]  |
| 27  | Бондарев Алексей Алексеевич                 | 30.03.1923 — 13.02.2016 | Главный агроном совхоза «Заря» Промышленновского района Кемеровской области | 23.12.1976      | сельхоз         | *Ростовская область           | [ ГС 27 ]  |
| 28  | Борисов Кузьма Алексеевич                   | 1901 — ????             | Старший сварщик рельсо-балочного цеха Кузнецкого металлургического комбината Кемеровского совнархоза | 19.07.1958      | металлургия     | *Могилёвская область          | [ ГС 28 ]  |
| 29  | Борцова Лидия Петровна                      | 05.04.1920 — 1993       | Главный врач центральной городской больницы, гор. Топки Кемеровской области | 04.02.1969      | здравоохранение | *Костанайская область         | [ ГС 29 ]  |
| 30  | Брагин Михаил Иванович                      | 11.11.1929 — 1990       | Бригадир горнорабочих очистного забоя шахты «Тайбинская» комбината «Прокопьевскуголь» Министерства угольной промышленности СССР, Кемеровская область                                                                            | 29.12.1973      | углепром        | Прокопьевск                   | [ ГС 30 ]  |
| 31  | Бранц Василий Павлович                      | 1936 — 01.09.1989       | Бригадир слесарей-монтажников Первого Новокузнецкого монтажного управления треста «Сибметаллургмонтаж» Министерства монтажных и специальных строительных работ СССР, Кемеровская область                                        | 17.07.1981      | строительство   | *Киевская область             | [ ГС 31 ]  |
| 32  | Буркацкий Михаил Васильевич                 | 08.07.1909 — 16.08.1962 | Сталевар мартеновского цеха Кузнецкого металлургического комбината Кемеровского совнархоза | 19.07.1958      | металлургия     | *Днепропетровская область     | [ ГС 32 ]  |
| 33  | Бурлов Егор Афанасьевич                     | 1915—1985               | Бригадир проходческой бригады шахты «Центральная» комбината «Кемеровуголь» Министерства угольной промышленности восточных районов СССР, Кемеровская область                                                                     | 28.08.1948      | углепром        | Ижморский район               | [ ГС 33 ]  |
| 34  | Бутранов Николай Васильевич                 | 1909—1965               | Бригадир комплексной бригады каменщиков строительного управления «Гражданстрой» треста «Кузнецктяжстрой» Кемеровского совнархоза                                                                                                | 09.08.1958      | строительство   | *Томская область              | [ ГС 34 ]  |
| 35  | Быстров Глеб Александрович                  | 08.12.1910 — 19.06.1983 | Управляющий трестом «Кагановичуголь» комбината «Кузбассуголь» Министерства угольной промышленности СССР, Кемеровская область | 26.04.1957      | углепром        | *Рязанская область            | [ ГС 35 ]  |
| 36  | Бычковский Бронислав Станиславович          | 1919—1972               | Бригадир проходчиков Прокопьевского строительного управления № 1 треста «Прокопьевскшахтострой» комбината «Кузбассшахтострой» Министерства строительства предприятий угольной промышленности СССР, Кемеровская область          | 26.04.1957      | строительство   | *Винницкая область            | [ ГС 36 ]  |
| 37  | Василенко Дмитрий Пантелеевич               | 12.1918 — 1982          | Бригадир колхоза «Восход» Тяжинского района Кемеровской области | 23.06.1966      | сельхоз         | Тяжинский район               | [ ГС 37 ]  |
| 38  | Васильев Владимир Капитонович               | 03.06.1932 — 20.10.1994 | Машинист экскаватора разреза «Прокопьевский» комбината «Кемеровуголь» Министерства угольной промышленности СССР, Кемеровская область                                                                                            | 29.12.1973      | углепром        | *Башкортостан                 | [ ГС 38 ]  |
| 39  | Васильева Анастасия Назаровна               | 10.04.1913 — 20.05.1988 | Звеньевая колхоза «14 годовщина Октября» Гурьевского района Кемеровской области | 06.03.1948      | сельхоз         | Гурьевский район              | [ ГС 39 ]  |
| 40  | Васильева (Слобода) Татьяна Антоновна       | 1925 — 09.2004          | Участковый агроном Прокопьевской МТС Кемеровской области | 25.02.1949      | сельхоз         | *Башкортостан                 | [ ГС 40 ]  |
| 41  | Вдовин Николай Михайлович                   | 19.12.1918 — 16.03.1999 | Главный инженер Кемеровского производственного объединения «Азот» Министерства химической промышленности СССР | 05.03.1976      | химпром         | Чебулинский район             | [ ГС 41 ]  |
| 42  | Вербная Мария Ивановна                      | 01.01.1926 — 24.03.2013 | Звеньевая колхоза «Искра» Ленинск-Кузнецкого района Кемеровской области | 25.02.1949      | сельхоз         | *Полтавская область           | [ ГС 42 ]  |
| 43  | Веселов Иван Иванович                       | 1882 — 03.01.1960       | Бригадир колхоза «Ударник полей» Промышленновского района Кемеровской области | 25.02.1949      | сельхоз         | *Калужская область            | [ ГС 43 ]  |
| 44  | Вожжова (Алишевец) Мария Михайловна         | род. 23.05.1929         | Звеньевая совхоза «Анжерский» Министерства совхозов СССР, Анжеро-Судженский район Кемеровской области | 03.07.1950      | сельхоз         | Ижморский район               | [ ГС 44 ]  |
| 45  | Волков Николай Васильевич                   | 05.08.1937 — 03.01.2020 | Бригадир комплексной бригады строительного управления № 2 треста «Кузнецкметаллургстрой» Министерства строительства предприятий тяжёлой индустрии СССР, Кемеровская область                                                     | 21.12.1970      | строительство   | *Вологодская область          | [ ГС 45 ]  |
| 46  | Володин Александр Александрович             | 18.12.1927 — 08.08.2013 | Директор Новокузнецкого алюминиевого завода Министерства цветной металлургии СССР, Кемеровская область | 30.03.1971      | металлургия     | *Свердловская область         | [ ГС 46 ]  |
| 47  | Воробьёв Владимир Ильич                     | 05.08.1905 — 03.03.1972 | Начальник комбината «Кузбассуголь» Министерства угольной промышленности восточных районов СССР, Кемеровская область | 28.08.1948      | углепром        | Тисульский район              | [ ГС 47 ]  |
| 48  | Ворошилин Фёдор Кузьмич                     | 18.02.1904 — ????       | Бригадир полеводческой бригады молочного совхоза «Тяжинский» Министерства совхозов СССР, Тяжинский район Кемеровской области | 02.09.1949      | сельхоз         | Тяжинский район               | [ ГС 48 ]  |
| 49  | Ворошилов Капитон Яковлевич                 | 1912—1984               | Бригадир проходчиков шахты «Зиминка» комбината «Кузбассуголь» Министерства угольной промышленности восточных районов СССР, Кемеровская область                                                                                  | 28.08.1948      | углепром        | *Алтайский край               | [ ГС 49 ]  |
| 50  | Гавриленко Андрей Гордеевич                 | 06.06.1919 — 28.04.1987 | Председатель колхоза «Победа» Промышленновского района Кемеровской области | 11.01.1957      | сельхоз         | Промышленновский район        | [ ГС 50 ]  |
| 51  | Гаврилова Антонина Васильевна               | 05.07.1923 — 20.05.2004 | Звеньевая свиноводческого совхоза «Ударник» Министерства совхозов СССР, Промышленновский район Кемеровской области | 25.02.1949      | сельхоз         | Промышленновский район        | [ ГС 51 ]  |
| 52  | Гаврющенко Мария Степановна                 | 13.08.1927 — 13.01.2007 | Звеньевая подсобного хозяйства имени Куйбышева Кузнецкого металлургического комбината Министерства металлургической промышленности СССР, Кузнецкий район Кемеровской области                                                    | 31.10.1949      | сельхоз         | *Алтайский край               |            |
| 53  | Гайнанов Сайдль Абрар                       | 28.09.1911 — 08.02.1982 | Начальник коксохимического производства Западно-Сибирского металлургического завода Министерства чёрной металлургии СССР, Кемеровская область                                                                                   | 22.03.1966      | металлургия     | *Красноярск                   | [ ГС 52 ]  |
| 54  | Галанова Мария Егоровна                     | род. 1928               | Доярка совхоза «Сосновский» Новокузнецкого района Кемеровской области | 08.04.1971      | сельхоз         | ?                             |            |
| 55  | Гальченко Александр Яковлевич               | 05.09.1923 — 1993       | Горнорабочий очистного забоя шахты «Зенковские уклоны» комбината «Прокопьевскуголь» Министерства угольной промышленности СССР, Кемеровская область                                                                              | 30.03.1971      | углепром        | *Херсонская область           | [ ГС 53 ]  |
| 56  | Гарин Фёдор Данилович                       | 1908—1987               | Путевой рабочий строительно-монтажного поезда № 833 Министерства транспортного строительства СССР, Кемеровская область | 19.05.1960      | строительство   | *Башкортостан                 | [ ГС 54 ]  |
| 57  | Гвоздев Владимир Матвеевич                  | род. 29.09.1947         | Бригадир комплексно-механизированной бригады горнорабочих очистного забоя шахты «Распадская» производственного объединения «Южкузбассуголь» Министерства угольной промышленности СССР, Кемеровская область                      | 20.02.1987      | углепром        | Новокузнецк                   | [ ГС 55 ]  |
| 58  | Голозубов Иван Никонорович                  | 18.06.1911 — 21.03.2005 | Звеньевой совхоза «Анжерский» Министерства совхозов СССР, Анжеро-Судженский район Кемеровской области | 03.07.1950      | сельхоз         | Кемеровская область           | [ ГС 56 ]  |
| 59  | Голубев Фёдор Никонович                     | 1886—1966               | Звеньевой свиноводческого совхоза «Заря» Министерства совхозов СССР, Промышленновский район Кемеровской области | 25.02.1949      | сельхоз         | *Казахстан                    | [ ГС 57 ]  |
| 60  | Горбачёв Тимофей Фёдорович                  | 06.07.1900 — 20.12.1973 | Главный инженер комбината «Кузбассуголь» Министерства угольной промышленности восточных районов СССР, Кемеровская область | 28.08.1948      | углепром        | *Рязанская область            | [ ГС 58 ]  |
| 61  | Горбунов Фёдор Андреянович                  | 1910 — ????             | Старший аппаратчик пекококсового цеха Кемеровского коксохимического завода Кемеровского совнархоза | 19.07.1958      | химпром         | *Новосибирская область        | [ ГС 59 ]  |
| 62  | Грачёв Александр Петрович                   | род. 09.06.1928         | Машинист горных выемочных машин шахты имени В. И. Ленина Южнокузбасского производственного объединения по добыче угля Министерства угольной промышленности СССР, Кемеровская область                                            | 05.03.1976      | углепром        | *Оренбургская область         | [ ГС 60 ]  |
| 63  | Гривко Никита Дмитриевич                    | 13.06.1906 — ????       | Директор совхоза «Заря» Промышленновского района Кемеровской области | 22.03.1966      | сельхоз         | *Волгоградская область        | [ ГС 61 ]  |
| 64  | Гудков Степан Фёдорович                     | 1913—1994               | Старший люковой коксохимического цеха Кузнецкого металлургического комбината Кемеровского совнархоза | 19.07.1958      | металлургия     | *Алтайский край               | [ ГС 62 ]  |
| 65  | Гуртяк Павел Иванович                       | 1915 — 06.01.1997       | Бригадир тракторной бригады Кузнецкой МТС Кузнецкого района Кемеровской области | 06.03.1948      | сельхоз         | *Воронежская область          | [ ГС 63 ]  |
| 66  | Дегтяренко Константин Николаевич            | 24.05.1911 — 03.02.1990 | Председатель колхоза имени Димитрова Новокузнецкого района Кемеровской области | 23.06.1966      | сельхоз         | *Днепропетровская область     | [ ГС 64 ]  |
| 67  | Денисенко Иван Парфёнович                   | 12.01.1902 — 19.02.1958 | Председатель колхоза «Искра» Ленинск-Кузнецкого района Кемеровской области | 25.02.1949      | сельхоз         | *Донецкая область             | [ ГС 65 ]  |
| 68  | Долбня Матрёна Борисовна                    | 1900 — 19.04.1986       | Звеньевая колхоза «Ударник полей» Промышленновского района Кемеровской области | 25.02.1949      | сельхоз         | *Харьковская область          | [ ГС 66 ]  |
| 69  | Дрофа Василий Григорьевич                   | 1916 — 31.05.1974       | Составитель поездов станции Новокузнецк-Сортировочный Томской железной дороги, Кемеровская область | 01.08.1959      | транспорт       | *Алтайский край               | [ ГС 67 ]  |
| 70  | Друзь Пётр Антонович                        | 07.11.1918 — 07.01.1998 | Директор Беловской ГРЭС имени 50-летия Великого Октября Министерства энергетики и электрификации СССР, Кемеровская область | 18.03.1976      | энергетика      | *Днепропетровская область     | [ ГС 68 ]  |
| 71  | Дудкин Степан Павлович                      | 17.12.1910 — 10.06.1990 | Бригадир вагонного депо Топки Томской железной дороги, Кемеровская область | 01.08.1959      | транспорт       | Тайга                         | [ ГС 69 ]  |
| 72  | Дунаев Юрий Борисович                       | род. 15.12.1935         | Бригадир проходчиков шахты «Центральная» производственного объединения «Прокопьевскуголь» Министерства угольной промышленности СССР, Кемеровская область                                                                        | 06.11.1979      | углепром        | Яшкинский район               | [ ГС 70 ]  |
| 73  | Евсеев Василий Дмитриевич                   | 22.12.1918 — 23.07.1994 | Директор Юргинского машиностроительного завода Министерства общего машиностроения СССР, Кемеровская область | 26.07.1966      | машиностроение  | *Курганская область           | [ ГС 71 ]  |
| 74  | Евтушенко Михаил Яковлевич                  | 21.11.1913 — 16.12.1964 | Тракторист Прокопьевской МТС Кемеровской области | 25.02.1949      | сельхоз         | *Новосибирская область        | [ ГС 72 ]  |
| 75  | Епифанцев Андрей Павлович                   | 13.10.1911 — ????       | Бригадир рабочих Прокопьевского мясокомбината Министерства мясной и молочной промышленности РСФСР, Кемеровская область | 26.04.1971      | пищепром        | *Алтайский край               |            |
| 76  | Ерёмин Виктор Алексеевич                    | род. 27.08.1927         | Бригадир слесарей-монтажников 2-го Новокузнецкого монтажного управления треста «Сибметаллургмонтаж» Министерства монтажных и специальных строительных работ СССР, Кемеровская область                                           | 21.12.1970      | строительство   | *Московская область           | [ ГС 73 ]  |
| 77  | Ермакова Надежда Дмитриевна                 | 02.07.1926 — 11.02.1980 | Почтальон Прокопьевского районного узла связи Министерства связи СССР, Кемеровская область | 04.05.1971      | связь           | *Новосибирская область        | [ ГС 74 ]  |
| 78  | Ермакович Алексей Степанович                | 1922 — 28.01.2000       | Бригадир тракторной бригады Кузнецкой МТС Кузнецкого района Кемеровской области | 06.03.1948      | сельхоз         | *Минская область              | [ ГС 75 ]  |
| 79  | Ерофеев Александр Павлович                  | 23.11.1929 — 09.1981    | Проходчик шахты «Байдаевская» треста «Куйбышевуголь» комбината «Кузбассуголь» Министерства угольной промышленности СССР, Кемеровская область                                                                                    | 26.04.1957      | углепром        | *Рязанская область            | [ ГС 76 ]  |
| 80  | Ерпылёв Виктор Михайлович                   | 02.05.1933 — 25.04.1995 | Директор шахты «Нагорная» производственного объединения «Гидроуголь» Министерства угольной промышленности СССР, гор. Новокузнецк Кемеровской области                                                                            | 12.08.1980      | углепром        | *Челябинская область          | [ ГС 77 ]  |
| 81  | Ефимов Александр Борисович                  | 15.09.1910 — ????       | Каменщик цеха ремонта металлургических печей Кузнецкого металлургического комбината Кемеровского совнархоза | 19.07.1958      | металлургия     | *Алтайский край               | [ ГС 78 ]  |
| 82  | Жалдыба Алексей Артемьевич                  | 1916 — ????             | Бригадир тракторной бригады Судженской МТС Анжеро-Судженского района Кемеровской области | 25.02.1949      | сельхоз         | *Санкт-Петербург              | [ ГС 79 ]  |
| 83  | Желтухин Алексей Михайлович                 | 1927 — 13.03.1995       | Наладчик Прокопьевского завода «Электромашина» Министерства электротехнической промышленности СССР, Кемеровская область | 08.08.1966      | электропром     | *Алтайский край               | [ ГС 80 ]  |
| 84  | Жеребин Борис Николаевич                    | 10.05.1907 — 07.05.2005 | Директор Кузнецкого металлургического комбината Кемеровского совнархоза | 19.07.1958      | металлургия     | *Башкортостан                 | [ ГС 81 ]  |
| 85  | Жолбин Анатолий Александрович               | 23.03.1926 — 1999       | Сталевар Кузнецкого металлургического комбината имени В. И. Ленина Министерства чёрной металлургии СССР, Кемеровская область | 30.03.1971      | металлургия     | *Акмолинская область          | [ ГС 82 ]  |
| 86  | Завражнов Юрий Васильевич                   | 30.11.1928 — 13.05.1987 | Горнорабочий очистного забоя шахты № 13 треста «Киселёвскуголь» комбината «Кузбассуголь» Министерства угольной промышленности СССР, Кемеровская область                                                                         | 29.06.1966      | углепром        | *Красноярск                   | [ ГС 83 ]  |
| 87  | Зайнутдинов Шайх                            | 27.08.1898 — 07.04.1971 | Начальник участка шахты имени Кагановича комбината «Кузбассуголь» Министерства угольной промышленности восточных районов СССР, Кемеровская область                                                                              | 28.08.1948      | углепром        | *Башкортостан                 | [ ГС 84 ]  |
| 88  | Закиров Зариф Закирович                     | 1898—1977               | Крепильщик шахты «Полысаевская» треста «Ленинуголь» комбината «Кемеровоуголь» Министерства угольной промышленности восточных районов СССР, Кемеровская область                                                                  | 28.08.1948      | углепром        | *Татарстан                    | [ ГС 85 ]  |
| 89  | Земцов Александр Петрович                   | 1930—2001               | Горнорабочий очистного забоя шахты «Томусинская 1—2» треста «Томусауголь» комбината «Кузбассуголь» Министерства угольной промышленности СССР, Кемеровская область                                                               | 29.06.1966      | углепром        | *Новосибирская область        | [ ГС 86 ]  |
| 90  | Золотенкова Екатерина Дмитриевна            | 1923—1997               | Доярка племенного завода «Ленинск-Кузнецкий» Ленинск-Кузнецкого района Кемеровской области | 22.03.1966      | сельхоз         | *Самарская область            | [ ГС 87 ]  |
| 91  | Зорин Григорий Савельевич                   | 23.01.1926 — 22.02.2012 | Бригадир слесарей-монтажников 1-го Новокузнецкого монтажного управления треста «Сибметаллургмонтаж» Министерства монтажных и специальных строительных работ СССР, Кемеровская область                                           | 17.03.1976      | строительство   | *Алтайский край               | [ ГС 88 ]  |
| 92  | Зотов Пётр Савельевич                       | 11.1926 — 1997          | Сталевар Гурьевского металлургического завода Министерства чёрной металлургии СССР, Кемеровская область | 22.03.1966      | металлургия     | *Алтайский край               | [ ГС 89 ]  |
| 93  | Зыков Матвей Николаевич                     | 1897 — ????             | Председатель колхоза имени Димитрова Кузнецкого района Кемеровской области | 06.03.1948      | сельхоз         | *Орловская область            | [ ГС 90 ]  |
| 94  | Иванов Константин Константинович            | 1908 — ????             | Звеньевой колхоза «Ударник полей» Промышленновского района Кемеровской области | 25.02.1949      | сельхоз         | *Ленинградская область        | [ ГС 91 ]  |
| 95  | Ивашкевич Василий Павлович                  | 14.03.1928 — 14.07.1997 | Начальник комбината «Прокопьевскуголь» Министерства угольной промышленности СССР, Кемеровская область | 30.03.1971      | углепром        | *Гомельская область           | [ ГС 92 ]  |
| 96  | Игнатьев Алексей Никитович                  | 1919 — ????             | Тракторист совхоза «Бурлаковский» Прокопьевского района Кемеровской области | 23.06.1966      | сельхоз         | *Томская область              | [ ГС 93 ]  |
| 97  | Идрисов Гильмутдин Гайфутдинович            | 1927—1997               | Проходчик горных выработок шахты «Коксовая-1» треста «Кировуголь» комбината «Кузбассуголь» Министерства угольной промышленности СССР, Кемеровская область                                                                       | 29.06.1966      | углепром        | *Татарстан                    | [ ГС 94 ]  |
| 98  | Изместьев Михаил Григорьевич                | 1926—1994               | Бригадир горнорабочих очистного забоя участка № 1 шахты имени Ярославского треста «Ленинуголь» комбината «Кузбассуголь» Министерства угольной промышленности СССР, Кемеровская область                                          | 29.06.1966      | углепром        | *Томская область              | [ ГС 95 ]  |
| 99  | Ильин Андрей Семёнович                      | 1911 — 07.10.1987       | Машинист угольного комбайна участка № 2 шахты Полысаевская-I треста «Ленинуголь» комбината «Кузбассуголь» Министерства угольной промышленности СССР, Кемеровская область                                                        | 26.04.1957      | углепром        | *Воронежская область          | [ ГС 96 ]  |
| 100 | Инютин Павел Ефимович                       | 15.07.1911 — 01.10.1983 | Старший горновой доменного цеха Кузнецкого металлургического комбината Кемеровского совнархоза | 19.07.1958      | металлургия     | *Новосибирская область        | [ ГС 97 ]  |
| 101 | Калин Василий Игнатьевич                    | 01.01.1924 — 1990       | Директор совхоза «Заря» Промышленновского района Кемеровской области | 13.03.1981      | сельхоз         | *Новосибирск                  | [ ГС 98 ]  |
| 102 | Калюга Иван Фёдорович                       | 30.06.1931 — 30.08.2007 | Проходчик горных выработок шахты № 4—5 комбината «Прокопьевскуголь» Министерства угольной промышленности СССР, Кемеровская область                                                                                              | 30.03.1971      | углепром        | *Новосибирская область        | [ ГС 99 ]  |
| 103 | Камкин Владимир Николаевич                  | 23.11.1939 — 15.11.2016 | Бригадир электролизников Новокузнецкого алюминиевого завода Министерства цветной металлургии СССР, Кемеровская область | 13.12.1982      | металлургия     | *Вологодская область          | [ ГС 100 ] |
| 104 | Канаев Николай Александрович                | род. 1920               | Производитель работ строительного управления № 1 треста «Кемеровохимстрой» Министерства строительства предприятий тяжёлой индустрии СССР, гор. Кемерово                                                                         | 05.04.1971      | строительство   | *Новосибирская область        |            |
| 105 | Карабкина Екатерина Григорьевна             | род. 1927               | Звеньевая совхоза «Анжерский» Министерства совхозов СССР, Анжеро-Судженский район Кемеровской области | 03.07.1950      | сельхоз         | ?                             |            |
| 106 | Карпенцев Иван Александрович                | 1912 — ????             | Бригадир колхоза «Искра» Ленинск-Кузнецкого района Кемеровской области | 25.02.1949      | сельхоз         | *Орловская область            | [ ГС 101 ] |
| 107 | Карпенцева Елизавета Дмитриевна             | 1913—1987               | Звеньевая колхоза «Искра» Ленинск-Кузнецкого района Кемеровской области | 25.02.1949      | сельхоз         | *Саратовская область          | [ ГС 102 ] |
| 108 | Картавая Анна Ефимовна                      | 1900 — 02.11.1956       | Звеньевая колхоза «Путь новой жизни» Мариинского района Кемеровской области | 06.03.1948      | сельхоз         | *Брянская область             | [ ГС 103 ] |
| 109 | Картавых Александр Григорьевич              | 06.01.1924 — 07.12.2014 | Старший вальцовщик листопрокатного цеха Кузнецкого металлургического комбината Кемеровского совнархоза | 19.07.1958      | металлургия     | *Алтайский край               | [ ГС 104 ] |
| 110 | Касаткин Никифор Андреевич                  | 1910 — 22.10.1990       | Бригадир колхоза «4-я домна» Кузнецкого района Кемеровской области | 06.03.1948      | сельхоз         | Кемеровский район             | [ ГС 105 ] |
| 111 | Касьянов Михаил Михайлович                  | 1910 — ????             | Бригадир колхоза «3-й год пятилетки» Кемеровского района Кемеровской области | 06.03.1948      | сельхоз         | *Курская область              |            |
| 112 | Кашира Павел Тимофеевич                     | 12.06.1914 — 1984       | Навалоотбойщик участка № 2 шахты № 5/7 треста «Анжероуголь» комбината «Кузбассуголь» Министерства угольной промышленности СССР, Кемеровская область                                                                             | 26.04.1957      | углепром        | *Омская область               | [ ГС 106 ] |
| 113 | Кириллов Василий Яковлевич                  | 1898—1974               | Председатель колхоза имени Ворошилова Прокопьевского района Кемеровской области | 25.02.1949      | сельхоз         | *Рязанская область            | [ ГС 107 ] |
| 114 | Климасенко Леонид Сергеевич                 | 22.02.1909 — 14.11.1974 | Бывший главный сталеплавильщик Кузнецкого металлургического комбината, ныне заместитель председателя Кемеровского совнархоза | 19.07.1958      | металлургия     | *Краснодарский край           | [ ГС 108 ] |
| 115 | Ковачевич Пётр Маркович                     | 04.01.1907 — 03.11.1980 | Главный инженер треста «Кагановичуголь» треста «Кузбассуголь» Министерства угольной промышленности восточных районов СССР, Кемеровская область                                                                                  | 28.08.1948      | углепром        | *Томск                        | [ ГС 109 ] |
| 116 | Кожевин Владимир Григорьевич                | 13.07.1907 — 22.04.1990 | Начальник комбината «Кемеровуголь» Министерства угольной промышленности восточных районов СССР, Кемеровская область | 28.08.1948      | углепром        | *Курганская область           | [ ГС 110 ] |
| 117 | Кожевников Фёдор Яковлевич                  | 1911 — 09.12.1975       | Звеньевой совхоза «Анжерский» Министерства совхозов СССР, Анжеро-Судженский район Кемеровской области | 03.07.1950      | сельхоз         | *Новосибирская область        | [ ГС 111 ] |
| 118 | Кожин Михаил Николаевич                     | 02.10.1918 — 25.01.2003 | Наладчик агрегатов и станков с программным управлением Юргинского машиностроительного завода Министерства общего машиностроения СССР, Кемеровская область                                                                       | 12.08.1976      | машиностроение  | *Омская область               | [ ГС 112 ] |
| 119 | Кожокару Емельян Самсонович                 | 08.01.1915 — ????       | Старший плавильщик Кузнецкого завода ферросплавов Кемеровского совнархоза | 19.07.1958      | металлургия     | *Молдавия                     | [ ГС 113 ] |
| 120 | Козлов Александр Николаевич                 | 1936—1979               | Бригадир комплексной бригады строительного управления № 3 треста «Кузнецкпромстрой» Министерства строительства предприятий тяжёлой индустрии СССР, Кемеровская область                                                          | 12.12.1975      | строительство   | *Курская область              | [ ГС 114 ] |
| 121 | Кокорин Пётр Иванович                       | 05.10.1902 — 06.10.1985 | Управляющий трестом «Сталинуголь» комбината «Кузбассуголь» Министерства угольной промышленности восточных районов СССР, Кемеровская область                                                                                     | 28.08.1948      | углепром        | *Пензенская область           | [ ГС 115 ] |
| 122 | Колосов Владимир Максимович                 | 10.03.1928 — ????       | Бригадир слесарей Новокемеровского химического комбината Министерства химической промышленности СССР, гор. Кемерово | 20.04.1971      | химпром         | *Омская область               | [ ГС 116 ] |
| 123 | Колупаев Николай Ионович                    | 02.06.1924 — 06.12.2003 | Старший машинист котлотурбинного цеха Томь-Усинской ГРЭС Министерства энергетики и электрификации СССР, Кемеровская область | 20.04.1971      | энергетика      | Беловский район               | [ ГС 117 ] |
| 124 | Колупаев Николай Спиридонович               | 09.05.1922 — 29.10.1997 | Тракторист Прокопьевской МТС Кемеровской области | 25.02.1949      | сельхоз         | *Пермский край                | [ ГС 118 ] |
| 125 | Колчев Григорий Семёнович                   | 1908 — 01.1977          | Начальник Новокузнецкого отделения Томской железной дороги, Кемеровская область | 01.08.1959      | транспорт       | *Воронежская область          | [ ГС 119 ] |
| 126 | Конончук Гений Иванович                     | 26.07.1931 — 05.1997    | Бригадир комплексной бригады рабочих очистного забоя шахты «Берёзовская-1» треста «Кемеровоуголь» Кузбасского совнархоза, Кемеровская область                                                                                   | 16.07.1965      | углепром        | Беловский район               | [ ГС 120 ] |
| 127 | Коношевич Виктор Леонтьевич                 | 15.09.1928 — 07.11.2003 | Бригадир горнорабочих очистного забоя шахты «Южная» комбината «Кузбассуголь» Министерства угольной промышленности СССР, Кемеровская область                                                                                     | 30.03.1971      | углепром        | Кемеровский район             | [ ГС 121 ] |
| 128 | Коньков Леонид Сергеевич                    | 01.04.1932 — 23.03.2004 | Бригадир горнорабочих очистного забоя Грамотеинского шахтоуправления производственного объединения «Облкемеровоуголь» Министерства топливной промышленности РСФСР, Кемеровская область                                          | 31.03.1981      | углепром        | *Удмуртия                     | [ ГС 122 ] |
| 129 | Коняхин Николай Васильевич                  | 23.07.1925 — 01.10.1993 | Сталевар мартеновского цеха Кузнецкого металлургического комбината Кемеровского совнархоза | 19.07.1958      | металлургия     | *Тульская область             | [ ГС 123 ] |
| 130 | Королёв Александр Евдокимович               | 15.10.1909 — 26.05.1983 | Бригадир слесарей-сборщиков завода «Прогресс» Министерства машиностроения СССР, гор. Кемерово | 26.04.1971      | оборонпром      | *Омская область               | [ ГС 124 ] |
| 131 | Королёв Иван Романович                      | 23.04.1912 — 27.11.1989 | Бригадир трубоукладчиков строительного управления № 5 ордена Ленина строительного треста № 96 Кемеровского совнархоза | 09.08.1958      | строительство   | *Волгоградская область        |            |
| 132 | Костин Виталий Семёнович                    | 19.03.1938 — 18.01.2010 | Бригадир горнорабочих очистного забоя шахты «Зиминка» Прокопьевского производственного объединения по добыче угля Министерства угольной промышленности СССР, Кемеровская область                                                | 04.03.1986      | углепром        | *Алтайский край               | [ ГС 125 ] |
| 133 | Котенко Алексей Михайлович                  | род. 18.04.1932         | Газовщик доменного цеха Кузнецкого металлургического комбината имени В. И. Ленина Министерства чёрной металлургии СССР, Кемеровская область                                                                                     | 05.03.1976      | металлургия     | *Омская область               | [ ГС 126 ] |
| 134 | Котляренко Михаил Григорьевич               | 22.02.1904 — 10.02.1980 | Проходчик шахты № 10 комбината «Кузбассуголь» Министерства угольной промышленности восточных районов СССР, Кемеровская область                                                                                                  | 28.08.1948      | углепром        | *Кировоградская область       | [ ГС 127 ] |
| 135 | Котов Дмитрий Григорьевич                   | 18.10.1918 — 1991       | Старший агроном Судженской МТС Анжеро-Судженского района Кемеровской области | 25.02.1949      | сельхоз         | *Ростовская область           | [ ГС 128 ] |
| 136 | Кочетков Николай Георгиевич                 | 12.08.1927 — 2002       | Бригадир проходческой бригады шахты № 3—3-бис треста «Прокопьевскуголь» комбината «Кузбассуголь» Министерства угольной промышленности СССР, Кемеровская область                                                                 | 15.10.1965      | углепром        | *Саратовская область          | [ ГС 129 ] |
| 137 | Кравченко Владимир Данилович                | 07.01.1938 — 10.02.2017 | Машинист горных выемочных машин шахты «Капитальная» производственного объединения «Южкузбассуголь» Министерства угольной промышленности СССР, Кемеровская область                                                               | 26.08.1982      | углепром        | Осинники                      | [ ГС 130 ] |
| 138 | Крапивина Зинаида Григорьевна               | 25.10.1916 — 27.07.1990 | Свинарка племенного свиноводческого совхоза «Юргинский» Юргинского района Кемеровской области | 22.03.1966      | сельхоз         | *Новосибирская область        | [ ГС 131 ] |
| 139 | Красовский Пётр Филиппович                  | 1906—1984               | Посадчик участка № 2 шахты «Капитальная-II» треста «Молотовуголь» комбината «Кузбассуголь» Министерства угольной промышленности СССР, гор. Осинники Кемеровской области                                                         | 26.04.1957      | углепром        | *Алтайский край               | [ ГС 132 ] |
| 140 | Кривобоков Александр Николаевич             | 1936—1987               | Горновой Кузнецкого металлургического комбината имени В. И. Ленина Министерства чёрной металлургии СССР, Кемеровская область | 29.03.1982      | металлургия     | Новокузнецк                   | [ ГС 133 ] |
| 141 | Кривцова (Барнашёва) Таисия Георгиевна      | 13.01.1929 — 28.01.2006 | Звеньевая совхоза «Анжерский» Министерства совхозов СССР, Анжеро-Судженский район Кемеровской области | 03.07.1950      | сельхоз         | *Томская область              | [ ГС 134 ] |
| 142 | Кудрявцев Сергей Матвеевич                  | род. 1927               | Мастер Кемеровского коксохимического завода Министерства чёрной металлургии СССР | 22.03.1966      | металлургия     | *Костромская область          |            |
| 143 | Кузнецов Алексей Фёдорович                  | 24.03.1928 — 24.06.1995 | Генеральный директор Кузнецкого металлургического комбината имени В. И. Ленина Министерства чёрной металлургии СССР, Кемеровская область                                                                                        | 29.06.1988      | металлургия     | *Курганская область           | [ ГС 135 ] |
| 144 | Кузнецов Виктор Иванович                    | 04.08.1938 — 30.12.2017 | Генеральный директор концерна «Кузбассразрезуголь» Министерства топлива и энергетики РСФСР, гор. Кемерово | 02.10.1991      | углепром        | *Томская область              | [ ГС 136 ] |
| 145 | Кузнецов Михаил Иванович                    | 1905 — ????             | Бригадир колхоза «Пятилетка в 4 года» Кузнецкого района Кемеровской области | 25.02.1949      | сельхоз         | Новокузнецкий район           | [ ГС 137 ] |
| 146 | Куртуков Егор Григорьевич                   | 06.05.1892 — 26.05.1980 | Бригадир колхоза «14 лет Октября» Кузнецкого района Кемеровской области | 06.03.1948      | сельхоз         | Новокузнецкий район           | [ ГС 138 ] |
| 147 | Кучин Александр Фёдорович                   | 02.07.1904 — 01.02.1958 | Начальник шахты имени Сталина комбината «Кузбассуголь» Министерства угольной промышленности восточных районов СССР, Кемеровская область                                                                                         | 28.08.1948      | углепром        | *Луганская область            | [ ГС 139 ] |
| 148 | Кучумова Ольга Лаврентьевна                 | 08.06.1927 — 10.06.2019 | Пекарь-мастер Кемеровского хлебокомбината Министерства пищевой промышленности РСФСР | 26.04.1971      | пищепром        | *Алтайский край               | [ ГС 140 ] |
| 149 | Лазарев Сергей Тихонович                    | 01.04.1926 — 25.12.2017 | Директор шахты «Чертинская-Южная» комбината «Кузбассуголь» Министерства угольной промышленности СССР, Кемеровская область | 30.03.1971      | углепром        | *Тверская область             | [ ГС 141 ] |
| 150 | Ластовка Василий Иванович                   | 1933 — 07.02.1991       | Бригадир проходчиков Прокопьевского шахтопроходческого управления комбината «Кузбассшахтострой» Министерства угольной промышленности СССР, Кемеровская область                                                                  | 05.03.1976      | углепром        | *Томская область              | [ ГС 142 ] |
| 151 | Лебедиков Николай Иванович                  | 08.05.1927 — 19.01.1998 | Бригадир тракторной бригады Краснинской МТС Ленинск-Кузнецкого района Кемеровской области | 11.01.1957      | сельхоз         | Ленинск-Кузнецкий район       | [ ГС 143 ] |
| 152 | Лени Иван Афанасьевич                       | 13.10.1922 — ????       | Звеньевой колхоза имени Ворошилова Прокопьевского района Кемеровской области | 25.02.1949      | сельхоз         | *Молдавия                     | [ ГС 144 ] |
| 153 | Липов Иван Захарович                        | 20.07.1933 — 23.07.2018 | Машинист экскаватора Киселёвского разреза комбината «Кузбасскарьеруголь» Министерства угольной промышленности СССР, Кемеровская область                                                                                         | 30.03.1971      | углепром        | *Алтайский край               | [ ГС 145 ] |
| 154 | Литвин Иван Фёдорович                       | 05.10.1930 — 06.07.1983 | Директор разреза имени 50-летия Октября производственного объединения «Кемеровоуголь» Министерства угольной промышленности СССР, гор. Белово Кемеровской области                                                                | 02.03.1981      | углепром        | *Полтавская область           | [ ГС 146 ] |
| 155 | Литвинов Юрий Петрович                      | 1908 — ????             | Директор Кузнецкой МТС Кузнецкого района Кемеровской области | 06.03.1948      | сельхоз         | *Кировоградская область       |            |
| 156 | Лиханов Василий Алексеевич                  | 1905—1978               | Забойщик шахты имени Димитрова комбината «Кузбассуголь» Министерства угольной промышленности восточных районов СССР, Кемеровская область                                                                                        | 28.08.1948      | углепром        | *Омская область               | [ ГС 147 ] |
| 157 | Лобанов Николай Александрович               | 06.12.1904 — 09.06.1987 | Директор племенного совхоза «Октябрьский» Кемеровского района Кемеровской области | 22.03.1966      | сельхоз         | *Смоленская область           | [ ГС 148 ] |
| 158 | Лобачёв Георгий Викторович                  | 1931—2001               | Начальник участка шахты имени Ф. Э. Дзержинского производственного объединения «Прокопьевскуголь» Министерства угольной промышленности СССР, Кемеровская область                                                                | 02.03.1981      | углепром        | *Новосибирская область        | [ ГС 149 ] |
| 159 | Логунцов Степан Ильич                       | 07.12.1915 — 19.04.1997 | Механик путевых машин Тайгинской дистанции пути Западно-Сибирской железной дороги, Кемеровская область | 04.08.1966      | транспорт       | *Новосибирская область        | [ ГС 150 ] |
| 160 | Лырщиков Иван Егорович                      | род. 1925               | Бригадир комплексной бригады Кемеровского электромеханического завода «Кузбассэлектромотор» Министерства электротехнической промышленности СССР                                                                                 | 20.04.1971      | электропром     | *Алтайский край               |            |
| 161 | Люленков Иван Самсонович                    | 03.09.1900 — 1962       | Главный механик Кузнецкого металлургического комбината Кемеровского совнархоза | 19.07.1958      | металлургия     | *Донецкая область             | [ ГС 151 ] |
| 162 | Ляпунов Георгий Сергеевич                   | 1899 — 09.01.1997       | Начальник строительного участка Беловского строительного управления треста «Ленинскшахтострой» комбината «Кузбассшахтострой» Министерства строительства предприятий угольной промышленности СССР, Кемеровская область           | 26.04.1957      | строительство   | *Калужская область            | [ ГС 152 ] |
| 163 | Мадьянова (Анисимова) Татьяна Фёдоровна     | 22.06.1929 — 24.03.2020 | Звеньевая колхоза «Динамо» Беловского района Кемеровской области | 25.02.1949      | сельхоз         | Беловский район               | [ ГС 153 ] |
| 164 | Макурина Ольга Андреевна                    | 26.03.1926 — 11.06.2005 | Машинист-оператор Кузнецкого металлургического комбината Министерства чёрной металлургии СССР, Кемеровская область | 22.03.1966      | металлургия     | *Новосибирская область        | [ ГС 154 ] |
| 165 | Малёв Иван Амплеевич                        | 22.11.1910 — 22.12.1978 | Старший агроном Кузнецкой МТС Кузнецкого района Кемеровской области | 06.03.1948      | сельхоз         | *Пензенская область           | [ ГС 155 ] |
| 166 | Мальков Александр Антонович                 | 1918 — ????             | Бригадир колхоза «Память Чкалова» Мариинского района Кемеровской области | 16.05.1949      | сельхоз         | Мариинский район              | [ ГС 156 ] |
| 167 | Мальков Григорий Дмитриевич                 | 1896 — ????             | Председатель колхоза «Память Чкалова» Мариинского района Кемеровской области | 16.05.1949      | сельхоз         | ?                             | [ ГС 157 ] |
| 168 | Малявкин Григорий Леонтьевич                | 09.03.1913 — 02.05.1983 | Начальник участка шахты имени Калинина комбината «Кузбассуголь» Министерства угольной промышленности восточных районов СССР, Кемеровская область                                                                                | 28.08.1948      | углепром        | *Новосибирская область        | [ ГС 158 ] |
| 169 | Мамаева Дина Кузьмовна                      | 28.05.1930 — 09.03.1982 | Аппаратчица завода «Прогресс» Министерства оборонной промышленности СССР, гор. Кемерово | 28.07.1966      | оборонпром      | Кемерово                      | [ ГС 159 ] |
| 170 | Мануйленко Евдокия Васильевна               | 1900 — ????             | Звеньевая колхоза «Искра» Ленинск-Кузнецкого района Кемеровской области | 25.02.1949      | сельхоз         | *Тамбовская область           | [ ГС 160 ] |
| 171 | Марунин Виктор Кириллович                   | 13.01.1931 — 25.09.1987 | Бригадир слесарей Киселёвского завода горного машиностроения «Гормаш» Министерства тяжёлого, энергетического и транспортного машиностроения СССР, Кемеровская область                                                           | 05.04.1971      | машиностроение  | *Орловская область            | [ ГС 161 ] |
| 172 | Маслов Степан Платонович                    | 1907 — ????             | Председатель колхоза «Трудовик» Ижморского района Кемеровской области | 06.03.1948      | сельхоз         | Яйский район                  | [ ГС 162 ] |
| 173 | Минаев Григорий Иванович                    | 18.02.1929 — 03.02.2020 | Бригадир горнорабочих очистного забоя шахты № 9—15 комбината «Кузбассуголь» Министерства угольной промышленности СССР, Кемеровская область                                                                                      | 30.03.1971      | углепром        | *Омская область               | [ ГС 163 ] |
| 174 | Митяев Александр Казимирович                | 29.10.1923 — 19.07.1988 | Бригадир электромонтажников Антоновского монтажного управления треста «Запсибэлектромонтаж» Министерства монтажных и специальных строительных работ СССР, гор. Новокузнецк Кемеровской области                                  | 27.09.1974      | строительство   | *Рязанская область            | [ ГС 164 ] |
| 175 | Могилевцев Иван Георгиевич                  | 26.09.1908 — 1964       | Старший мастер мартеновского цеха Кузнецкого металлургического комбината Кемеровского совнархоза | 19.07.1958      | металлургия     | *Орловская область            | [ ГС 165 ] |
| 176 | Монченко Илья Фёдорович                     | 31.12.1920 — 1989       | Бригадир шахтопроходчиков шахты № 2 Капитальная треста «Кузнецкшахтострой» Министерства строительства топливных предприятий СССР, Кемеровская область                                                                           | 28.08.1948      | строительство   | *Омская область               | [ ГС 166 ] |
| 177 | Морнев Николай Андреевич                    | 10.1925 — 1989          | Электролизник Новокузнецкого алюминиевого завода Министерства цветной металлургии СССР, Кемеровская область | 20.05.1966      | металлургия     | *Алтайский край               | [ ГС 167 ] |
| 178 | Москалёв Дмитрий Никандрович                | 1929 — ????             | Проходчик шахты Кузнецкого металлургического комбината имени В. И. Ленина Министерства чёрной металлургии СССР, Кемеровская область                                                                                             | 30.03.1971      | металлургия     | *Тюменская область            | [ ГС 168 ] |
| 179 | Мошинец Владимир Гаврилович                 | 01.08.1918 — 24.05.1982 | Начальник комбината «Сибметаллургстрой» Министерства строительства предприятий тяжёлой индустрии СССР, гор. Новокузнецк Кемеровской области                                                                                     | 27.09.1974      | строительство   | *Полтавская область           | [ ГС 169 ] |
| 180 | Мусохранов Евгений Сергеевич                | род. 30.11.1937         | Бригадир горнорабочих очистного забоя шахты «Юбилейная» производственного объединения «Гидроуголь» Министерства угольной промышленности СССР, Кемеровская область                                                               | 23.01.1978      | углепром        | Гурьевский район              | [ ГС 170 ] |
| 181 | Мухарев Александр Максимович                | 1913 — 02.04.1991       | Бригадир тракторной бригады Прокопьевской МТС Кемеровской области | 25.02.1949      | сельхоз         | Прокопьевский район           | [ ГС 171 ] |
| 182 | Мухарев Фёдор Максимович                    | 1916 — 05.04.1980       | Тракторист Прокопьевской МТС Кемеровской области | 25.02.1949      | сельхоз         | Прокопьевский район           | [ ГС 172 ] |
| 183 | Нагорнов Сергей Дмитриевич                  | 29.09.1935 — 28.06.2009 | Бригадир проходчиков Новокузнецкого шахтопроходческого управления комбината «Кузбассшахтострой» Министерства угольной промышленности СССР, Кемеровская область                                                                  | 29.12.1973      | углепром        | Мариинский район              | [ ГС 173 ] |
| 184 | Недбайло Валентин Кузьмич                   | 23.12.1931 — 2011       | Бригадир проходчиков шахты «Пионерка» производственного объединения «Ленинскуголь» Министерства угольной промышленности СССР, гор. Белово Кемеровской области                                                                   | 04.08.1983      | углепром        | *Киев                         | [ ГС 174 ] |
| 185 | Нечай Алексей Сидорович                     | 29.11.1928 — 27.04.2008 | Горновой доменного цеха Западно-Сибирского металлургического завода имени 50-летия Великого Октября Министерства чёрной металлургии СССР, Кемеровская область                                                                   | 21.12.1970      | металлургия     | *Алтайский край               | [ ГС 175 ] |
| 186 | Нечепалюк Виктор Иванович                   | 27.03.1927 — 22.05.1975 | Бригадир тракторно-полеводческой бригады совхоза «Шахтёр» Яшкинского района Кемеровской области | 08.04.1971      | сельхоз         | Яшкинский район               | [ ГС 176 ] |
| 187 | Никитин Александр Фёдорович                 | род. 1933               | Машинист горного комбайна шахты «Абашевская» № 3—4 комбината «Южкузбассуголь» Министерства угольной промышленности СССР, Кемеровская область                                                                                    | 30.03.1971      | углепром        | ?                             | [ ГС 177 ] |
| 188 | Нинев Пётр Иванович                         | 10.05.1910 — 24.04.1987 | Забойщик шахты № 3—3-бис треста «Сталинуголь» комбината «Кузбассуголь» Министерства угольной промышленности СССР, Кемеровская область                                                                                           | 26.04.1957      | углепром        | *Алтайский край               | [ ГС 178 ] |
| 189 | Новиков Яков Матвеевич                      | 14.03.1911 — 1966       | Бригадир строительно-монтажного поезда № 193 управления «Сталинскстройпуть» Министерства транспортного строительства СССР, Кемеровская область                                                                                  | 09.08.1958      | строительство   | *Рязанская область            | [ ГС 179 ] |
| 190 | Олейников Савва Иванович                    | 29.06.1909 — 09.01.1976 | Директор совхоза имени Чкалова Ленинск-Кузнецкого района Кемеровской области | 08.04.1971      | сельхоз         | *Черкасская область           | [ ГС 180 ] |
| 191 | Охотников Афанасий Герасимович              | 1914 — 02.11.1991       | Тракторист Прокопьевской МТС Кемеровской области | 25.02.1949      | сельхоз         | *Алтайский край               | [ ГС 181 ] |
| 192 | Пеленицин Григорий Иванович                 | 1914 — ????             | Машинист экскаватора строительно-монтажного поезда № 186 треста «Кузбасстрансстрой» Министерства транспортного строительства СССР, Кемеровская область                                                                          | 07.05.1971      | строительство   | *Липецкая область             | [ ГС 182 ] |
| 193 | Петракова Анастасия Капитоновна             | 11.11.1925 — 03.09.2007 | Машинист коксовыталкивателя Кемеровского коксохимического завода Кемеровского совнархоза | 07.03.1960      | химпром         | Кемеровская область           | [ ГС 183 ] |
| 194 | Петракова Анна Степановна                   | 27.09.1918 — ????       | Звеньевая свиноводческого совхоза «Ударник» Министерства совхозов СССР, Промышленновский район Кемеровской области | 25.02.1949      | сельхоз         | *Орловская область            | [ ГС 184 ] |
| 195 | Петров Леонид Фролович                      | 1920 — 07.1963          | Бригадир колхоза «Путь новой жизни» Мариинского района Кемеровской области | 25.02.1949      | сельхоз         | Мариинский район              | [ ГС 185 ] |
| 196 | Петрова (Лебедева) Любовь Васильевна        | 02.09.1919 — 11.09.2011 | Звеньевая колхоза «Ударник полей» Промышленновского района Кемеровской области | 25.02.1949      | сельхоз         | *Костромская область          | [ ГС 186 ] |
| 197 | Плаксенко Михаил Николаевич                 | 1913 — ????             | Старший плавильщик Беловского цинкового завода Кемеровского совнархоза | 09.06.1961      | металлургия     | *Новосибирская область        | [ ГС 187 ] |
| 198 | Плотников Дмитрий Михайлович                | род. 15.12.1931         | Бригадир комплексной бригады строительного управления № 1 треста «Кемеровохимстрой» Министерства строительства предприятий тяжёлой индустрии СССР, Кемеровская область                                                          | 12.02.1981      | строительство   | *Витебская область            |            |
| 199 | Плотский Михаил Семёнович                   | 1911—1979               | Бригадир навалоотбойщиков шахты Капитальная комбината «Кузбассуголь» Министерства угольной промышленности восточных районов СССР, Кемеровская область                                                                           | 28.08.1948      | углепром        | *Омская область               | [ ГС 188 ] |
| 200 | Покровский Фёдор Кириллович                 | 02.07.1928 — 05.12.1994 | Кузнец Юргинского машиностроительного завода Министерства общего машиностроения СССР, Кемеровская область | 26.07.1966      | машиностроение  | *Костромская область          | [ ГС 189 ] |
| 201 | Поляков Александр Миронович                 | 26.08.1918 — ????       | Бригадир строительной комплексной бригады Анжерского строительного управления треста «Кемеровшахтострой» комбината «Кузбассшахтострой» Министерства строительства предприятий угольной промышленности СССР, Кемеровская область | 26.04.1957      | строительство   | *Иркутская область            | [ ГС 190 ] |
| 202 | Поморцева Екатерина Даниловна               | 14.11.1901 — 28.04.1983 | Звеньевая колхоза «Память Чкалова» Мариинского района Кемеровской области | 16.05.1949      | сельхоз         | Мариинский район              | [ ГС 191 ] |
| 203 | Пономарёв Фёдор Федотович                   | 1911 — ????             | Бригадир колхоза имени Ворошилова Прокопьевского района Кемеровской области | 25.02.1949      | сельхоз         | *Пермский край                | [ ГС 192 ] |
| 204 | Пономарёва Ксения Никитична                 | 24.01.1901 — 1983       | Бригадир полеводческой бригады подсобного хозяйства имени Куйбышева Кузнецкого металлургического комбината Министерства металлургической промышленности СССР, Кузнецкий район Кемеровской области                               | 31.10.1949      | сельхоз         | *Челябинская область          | [ ГС 193 ] |
| 205 | Попов Алексей Тихонович                     | 14.04.1933 — 31.03.1997 | Бригадир горнорабочих очистного забоя шахты имени 7 Ноября производственного объединения «Ленинскуголь» Министерства угольной промышленности СССР, Кемеровская область                                                          | 28.01.1981      | углепром        | *Хакасия                      | [ ГС 194 ] |
| 206 | Порошин Александр Петрович                  | 09.11.1915 — 05.06.1987 | Машинист локомотивного депо Тайга Томской железной дороги, Кемеровская область | 01.08.1959      | транспорт       | Ижморский район               | [ ГС 195 ] |
| 207 | Прибыльнов Владимир Яковлевич               | 1929—1997               | Машинист экскаватора Красногорского карьера комбината «Кузбасскарьеруголь» Министерства угольной промышленности СССР, Кемеровская область                                                                                       | 29.06.1966      | углепром        | *Пензенская область           | [ ГС 196 ] |
| 208 | Прибытков Иван Александрович                | 18.01.1927 — 11.2001    | Старший оператор-вальцовщик Кузнецкого металлургического комбината имени В. И. Ленина Министерства чёрной металлургии СССР, Кемеровская область                                                                                 | 30.03.1971      | металлургия     | *Липецкая область             | [ ГС 197 ] |
| 209 | Привалов Михаил Моисеевич                   | 18.08.1913 — 07.2004    | Старший мастер мартеновского цеха Кузнецкого металлургического комбината Кемеровского совнархоза | 19.07.1958      | металлургия     | *Новосибирская область        | [ ГС 198 ] |
| 210 | Придаченко Дмитрий Кузьмич                  | 07.11.1922 — 14.07.2000 | Бригадир горнорабочих очистного забоя шахты имени 7 Ноября треста «Ленинуголь» комбината «Кузбассуголь» Министерства угольной промышленности СССР, Кемеровская область                                                          | 30.03.1971      | углепром        | *Кировоградская область       | [ ГС 199 ] |
| 211 | Прокопьев Константин Николаевич             | 1927 — 22.08.1967       | Бригадир малой комплексной бригады Рубинского леспромхоза Министерства лесной, целлюлозно-бумажной и деревообрабатывающей промышленности СССР, Мариинский район Кемеровской области                                             | 17.09.1966      | леспром         | Мариинский район              | [ ГС 200 ] |
| 212 | Простаков Николай Викторович                | 09.05.1915 — 12.09.1989 | Проходчик шахты имени Сталина комбината «Кузбассуголь» Министерства угольной промышленности восточных районов СССР, Кемеровская область                                                                                         | 28.08.1948      | углепром        | *Луганская область            | [ ГС 201 ] |
| 213 | Пузынин Дмитрий Георгиевич                  | 1923—1975               | Производитель работ 1-го Новокузнецкого строительно-монтажного управления треста «Сибстальконструкция» Министерства монтажных и специальных строительных работ СССР, Кемеровская область                                        | 07.05.1971      | строительство   | *Новосибирская область        | [ ГС 202 ] |
| 214 | Путинцев Николай Афанасьевич                | род. 07.11.1925         | Машинист экскаватора Бачатского угольного карьера комбината «Кузбасскарьеруголь» Министерства угольной промышленности СССР, Кемеровская область                                                                                 | 29.06.1966      | углепром        | *Курганская область           | [ ГС 203 ] |
| 215 | Путра Николай Максимович                    | 09.04.1930 — 03.12.2007 | Бригадир комплексной бригады рабочих очистного забоя шахты «Чертинская-1» треста «Беловоуголь» комбината «Кузбассуголь» Министерства угольной промышленности СССР, Кемеровская область                                          | 06.04.1970      | углепром        | *Акмолинская область          | [ ГС 204 ] |
| 216 | Раб Фёдор Петрович                          | 1911—1980               | Забойщик шахты имени Ярославского комбината «Кемеровуголь» Министерства угольной промышленности восточных районов СССР, Кемеровская область                                                                                     | 28.08.1948      | углепром        | *Донецкая область             | [ ГС 205 ] |
| 217 | Рабцун Пётр Васильевич                      | 28.12.1918 — 28.11.1982 | Машинист вращающихся печей Яшкинского цементного завода «Красный строитель» Министерства промышленности строительных материалов РСФСР, Кемеровская область                                                                      | 28.07.1966      | промстроймат    | Юргинский район               | [ ГС 206 ] |
| 218 | Ракитянский Анатолий Дмитриевич             | 20.10.1930 — 27.11.1985 | Бригадир проходчиков горных выработок шахты «Северная» комбината «Кузбассуголь» Министерства угольной промышленности СССР, Кемеровская область                                                                                  | 30.03.1971      | углепром        | *Кабардино-Балкария           | [ ГС 207 ] |
| 219 | Редик Михаил Иванович                       | 1911 — ????             | Бригадир бетонщиков мостостроительного поезда № 450 на строительстве железнодорожной линии Сталинск — Абакан, Кемеровская область                                                                                               | 19.05.1960      | строительство   | *Винницкая область            |            |
| 220 | Ременский Алексей Степанович                | 18.10.1909 — 25.05.1994 | Управляющий трестом «Беловоуголь» комбината «Кузбассуголь» Министерства угольной промышленности СССР, Кемеровская область | 29.06.1966      | углепром        | *Мордовия                     | [ ГС 208 ] |
| 221 | Решетников Михаил Николаевич                | 25.11.1928 — 1992       | Бригадир горнорабочих очистного забоя шахты «Зыряновская» производственного объединения «Южкузбассуголь» Министерства угольной промышленности СССР, Кемеровская область                                                         | 02.03.1981      | углепром        | *Башкортостан                 | [ ГС 209 ] |
| 222 | Рогачёв Евгений Никитович                   | 1927—1970               | Бригадир слесарей-монтажников Новокузнецкого монтажного управления треста «Сибметаллургмонтаж» Министерства монтажных и специальных строительных работ СССР, Кемеровская область                                                | 26.07.1966      | строительство   | *Кировская область            | [ ГС 210 ] |
| 223 | Роговский Иван Алексеевич                   | 1927—2003               | Машинист горного комбайна шахты имени С. М. Кирова треста «Ленинуголь» комбината «Кузбассуголь», Кемеровская область | 29.06.1966      | углепром        | *Алтайский край               | [ ГС 211 ] |
| 224 | Рожков Василий Николаевич                   | 01.02.1926 — 01.12.1990 | Начальник участка шахты «Коксовая» № 1 комбината «Прокопьевскуголь» Министерства угольной промышленности СССР, Кемеровская область                                                                                              | 30.03.1971      | углепром        | *Пензенская область           | [ ГС 212 ] |
| 225 | Романов Владимир Павлович                   | 25.06.1915 — 06.11.2002 | Начальник комбината «Кузбассуголь» Министерства угольной промышленности СССР, Кемеровская область | 29.06.1966      | углепром        | *Курская область              | [ ГС 213 ] |
| 226 | Романцов Николай Михайлович                 | 18.08.1930 — 2004       | Бригадир проходческой бригады шахтоуправления «Юбилейное» комбината «Южкузбассуголь» Министерства угольной промышленности СССР, Кемеровская область                                                                             | 09.08.1974      | углепром        | *Воронежская область          | [ ГС 214 ] |
| 227 | Русанова Мария Николаевна                   | 02.02.1913 — 1990       | Машинист подъёмной машины шахты имени Сталина Кемеровского совнархоза, гор. Прокопьевск | 07.03.1960      | углепром        | *Новосибирская область        | [ ГС 215 ] |
| 228 | Рушешников Николай Прокопьевич              | 25.09.1926 — 1983       | Буровой мастер Шалымской геологоразведочной экспедиции Западно-Сибирского геологического управления Министерства геологии РСФСР, Кемеровская область                                                                            | 20.04.1971      | геология        | *Новосибирская область        | [ ГС 216 ] |
| 229 | Рыбников Фёдор Фёдорович                    | 14.02.1914 — 30.09.2004 | Бригадир тракторной бригады Промышленновской МТС Промышленновского района Кемеровской области | 06.03.1948      | сельхоз         | *Алтайский край               | [ ГС 217 ] |
| 230 | Савельев Евстафий Фёдорович                 | 1913 — ????             | Старший калибровщик Гурьевского металлургического завода Кемеровского совнархоза | 19.07.1958      | металлургия     | *Нижегородская область        | [ ГС 218 ] |
| 231 | Савенко Гавриил Кузьмич                     | род. 1924               | Звеньевой колхоза «Пятилетка в 4 года» Кузнецкого района Кемеровской области | 25.02.1949      | сельхоз         | *Харьковская область          |            |
| 232 | Салов Евгений Михайлович                    | 08.09.1911 — 20.04.1994 | Директор Кузнецкого металлургического комбината имени В. И. Ленина Министерства чёрной металлургии СССР, Кемеровская область | 30.03.1971      | металлургия     | *Красноярский край            | [ ГС 219 ] |
| 233 | Самошонков Василий Егорович                 | 1928—1983               | Проходчик Таштагольского рудника Кузнецкого металлургического комбината Министерства чёрной металлургии СССР, Кемеровская область                                                                                               | 22.03.1966      | металлургия     | *Брянская область             | [ ГС 220 ] |
| 234 | Сандакова Нина Михайловна                   | 1910 — ????             | Звеньевая колхоза «Смычка» Тяжинского района Кемеровской области | 25.02.1949      | сельхоз         | Тяжинский район               | [ ГС 221 ] |
| 235 | Сафронов Иван Герасимович                   | 24.01.1898 — 15.10.1964 | Паровозный мастер депо Тайга Томской железной дороги, Кемеровская область | 05.11.1943      | транспорт       | Ижморский район               | [ ГС 222 ] |
| 236 | Сверкова Татьяна Николаевна                 | 05.07.1926 — 07.04.2000 | Звеньевая совхоза «Анжерский» Министерства совхозов СССР, Анжеро-Судженский район Кемеровской области | 03.07.1950      | сельхоз         | *Смоленская область           | [ ГС 223 ] |
| 237 | Свиридов Виталий Артемьевич                 | род. 22.02.1941         | Сталевар Кузнецкого металлургического комбината имени В. И. Ленина Министерства чёрной металлургии СССР, Кемеровская область | 29.06.1988      | металлургия     | Новокузнецк                   | [ ГС 224 ] |
| 238 | Седых Иван Илларионович                     | 1906 — ????             | Звеньевой колхоза имени Ворошилова Прокопьевского района Кемеровской области | 25.02.1949      | сельхоз         | *Алтайский край               | [ ГС 225 ] |
| 239 | Селятицкий Георгий Александрович            | 06.04.1918 — 31.05.1987 | Начальник Западно-Сибирского геологоразведочного управления Министерства геологии РСФСР, гор. Новокузнецк Кемеровской области                                                                                                   | 12.05.1977      | геология        | *Полтавская область           | [ ГС 226 ] |
| 240 | Семёнова (Долбня) Мария Моисеевна           | 26.11.1926 — 14.11.2002 | Звеньевая колхоза «Ударник полей» Промышленновского района Кемеровской области | 25.02.1949      | сельхоз         | Промышленновский район        | [ ГС 227 ] |
| 241 | Семыкин Василий Романович                   | 1889 — 02.1980          | Забойщик шахты № 1/2 треста «Кагановичуголь» комбината «Кузбассуголь» Министерства угольной промышленности восточных районов СССР, Кемеровская область                                                                          | 28.08.1948      | углепром        | *Крым                         | [ ГС 228 ] |
| 242 | Серов Александр Иванович                    | 1926—1994               | Горнорабочий очистного забоя шахты № 9 комбината «Южкузбассуголь» Министерства угольной промышленности СССР, гор. Осинники Кемеровской области                                                                                  | 30.03.1971      | углепром        | *Тверская область             | [ ГС 229 ] |
| 243 | Серяпов Василий Васильевич                  | род. 1939               | Бригадир комплексной бригады строительного управления № 2 треста «Кузнецкметаллургстрой» Министерства строительства предприятий тяжёлой индустрии СССР, Кемеровская область                                                     | 08.01.1974      | строительство   | *Тамбовская область           | [ ГС 230 ] |
| 244 | Сидорова Ирина Михайловна                   | 1912 — ????             | Звеньевая молочного совхоза «Тяжинский» Министерства совхозов СССР, Тяжинский район Кемеровской области | 03.05.1948      | сельхоз         | Тяжинский район               | [ ГС 231 ] |
| 245 | Сизинцев Василий Иванович                   | 08.02.1921 — 1993       | Анодчик Сталинского алюминиевого завода Кемеровского совнархоза | 09.06.1961      | металлургия     | *Алтайский край               | [ ГС 232 ] |
| 246 | Сизых Иван Егорович                         | 17.01.1925 — 10.05.2001 | Бригадир проходчиков Новокузнецкого шахтостроительного управления треста «Кузнецкшахтострой» Министерства строительства предприятий тяжёлой индустрии СССР, Кемеровская область                                                 | 05.04.1971      | строительство   | *Павлодарская область         | [ ГС 233 ] |
| 247 | Скорик Пётр Иосифович                       | 22.02.1919 — 08.04.1996 | Начальник участка шахты № 8 треста «Прокопьевскуголь» комбината «Кузбассуголь» Министерства угольной промышленности СССР, Кемеровская область                                                                                   | 29.06.1966      | углепром        | *Приморский край              | [ ГС 234 ] |
| 248 | Скрылёв Василий Романович                   | 01.01.1928 — 04.09.1999 | Старший вальцовщик Кузнецкого металлургического комбината имени В. И. Ленина Министерства чёрной металлургии СССР, Кемеровская область                                                                                          | 29.12.1973      | металлургия     | *Новосибирская область        | [ ГС 235 ] |
| 249 | Сметанников Михаил Павлович                 | 12.12.1929 — 25.10.1999 | Председатель колхоза «Вперёд» Новокузнецкого района Кемеровской области | 21.12.1983      | сельхоз         | Ленинск-Кузнецкий район       | [ ГС 236 ] |
| 250 | Смирнов Геннадий Николаевич                 | 30.09.1940 — 05.08.1998 | Бригадир горнорабочих очистного забоя шахтоуправления «Юбилейное» комбината «Южкузбассуголь» Министерства угольной промышленности СССР, Кемеровская область                                                                     | 13.11.1973      | углепром        | *Ивановская область           | [ ГС 237 ] |
| 251 | Смирнов Павел Васильевич                    | 29.08.1915 — 10.06.1992 | Проходчик шахты «Физкультурник» треста «Анжероуголь» комбината «Кузбассуголь» Министерства угольной промышленности СССР, Кемеровская область                                                                                    | 26.04.1957      | углепром        | *Пермский край                | [ ГС 238 ] |
| 252 | Советов Николай Иванович                    | 19.08.1926 — 09.09.2011 | Машинист экскаватора строительно-монтажного поезда № 193 треста «Кузбасстрансстрой» Министерства транспортного строительства СССР, Кемеровская область                                                                          | 28.07.1966      | строительство   | *Саратовская область          | [ ГС 239 ] |
| 253 | Соколов Вениамин Андреевич                  | 25.01.1928 — ????       | Тракторист Прокопьевской МТС Кемеровской области | 25.02.1949      | сельхоз         | Прокопьевск                   | [ ГС 240 ] |
| 254 | Соколов Павел Иванович                      | 30.11.1911 — 14.02.1972 | Управляющий трестом «Осинникиуголь» комбината «Кузбассуголь» Министерства угольной промышленности СССР, Кемеровская область | 29.06.1966      | углепром        | *Омск                         | [ ГС 241 ] |
| 255 | Солдатов Иван Михайлович                    | 1926 — ????             | Вальщик леса Новокузнецкого леспромхоза Министерства лесной и деревообрабатывающей промышленности СССР, Кемеровская область | 07.05.1971      | леспром         | *Мордовия                     | [ ГС 242 ] |
| 256 | Соловьёв Валентин Петрович                  | род. 12.10.1941         | Машинист экскаватора разреза имени 50-летия Октября производственного объединения «Кемеровоуголь» Министерства угольной промышленности СССР, Кемеровская область                                                                | 29.04.1986      | углепром        | *Удмуртия                     | [ ГС 243 ] |
| 257 | Соловьёв Леонид Сергеевич                   | 24.10.1932 — 30.09.2021 | Бригадир проходчиков шахты имени Ф. Э. Дзержинского Прокопьевского производственного объединения по добыче угля Министерства угольной промышленности СССР, Кемеровская область                                                  | 17.04.1985      | углепром        | Прокопьевск                   | [ ГС 244 ] |
| 258 | Соломин Василий Демидович                   | 10.12.1931 — 17.04.2009 | Горновой Западно-Сибирского металлургического завода имени 50-летия Великого Октября Министерства чёрной металлургии СССР, Кемеровская область                                                                                  | 05.03.1976      | металлургия     | *Кировская область            | [ ГС 245 ] |
| 259 | Сомов Иван Алексеевич                       | 1912 — ????             | Старший вальцовщик обжимного цеха Кузнецкого металлургического комбината Кемеровского совнархоза | 19.07.1958      | металлургия     | *Тамбовская область           | [ ГС 246 ] |
| 260 | Сорокин Анатолий Михайлович                 | род. 1940               | Сталевар Кузнецкого металлургического комбината имени В. И. Ленина Министерства чёрной металлургии СССР, Кемеровская область | 29.03.1982      | металлургия     | Юргинский район               | [ ГС 247 ] |
| 261 | Соснина Александра Никоновна                | 06.07.1926 — 06.12.1989 | Звеньевая колхоза «Искра» Ленинск-Кузнецкого района Кемеровской области | 25.02.1949      | сельхоз         | *Нижегородская область        | [ ГС 248 ] |
| 262 | Старшинов Анатолий Васильевич               | 23.12.1926 — 25.12.1992 | Главный механик шахты «Комсомолец» комбината «Кузбассуголь» Министерства угольной промышленности СССР, Кемеровская область | 30.03.1971      | углепром        | *Саратовская область          | [ ГС 249 ] |
| 263 | Стукалов Константин Матвеевич               | 01.03.1926 — 23.05.2010 | Бригадир монтажников Томусинского шахтостроительного управления комбината «Кузбассшахтострой» Министерства угольной промышленности СССР, Кемеровская область                                                                    | 17.05.1978      | углепром        | Тисульский район              | [ ГС 250 ] |
| 264 | Сухов Александр Иванович                    | 1913 — ????             | Агроном колхоза «Искра» Ленинск-Кузнецкого района Кемеровской области | 25.02.1949      | сельхоз         | Кемеровская область           | [ ГС 251 ] |
| 265 | Сухов Иван Васильевич                       | 13.11.1908 — 12.04.1982 | Управляющий фермой совхоза имени Чкалова Ленинск-Кузнецкого района Кемеровской области | 22.03.1966      | сельхоз         | *Рязанская область            | [ ГС 252 ] |
| 266 | Сухова Валентина Семёновна                  | 1912 — ????             | Бригадир колхоза «Искра» Ленинск-Кузнецкого района Кемеровской области | 25.02.1949      | сельхоз         | *Новосибирск                  | [ ГС 253 ] |
| 267 | Суходеев Павел Филиппович                   | 01.09.1927 — 1966       | Комбайнёр Краснинской МТС Ленинск-Кузнецкого района Кемеровской области | 11.01.1957      | сельхоз         | Кемеровская область           | [ ГС 254 ] |
| 268 | Сыцко Анатолий Викторович                   | 05.04.1913 — 29.09.1984 | Управляющий трестом «Сталинскпромстрой» Кемеровского совнархоза | 09.08.1958      | строительство   | *Иркутская область            | [ ГС 255 ] |
| 269 | Тарасенко Иван Терентьевич                  | 15.10.1934 — 11.04.2016 | Машинист экскаватора разреза «Томусинский» Кемеровского производственного объединения по добыче угля Министерства угольной промышленности СССР, гор. Междуреченск Кемеровской области                                           | 05.03.1976      | углепром        | *Харьковская область          | [ ГС 256 ] |
| 270 | Тельцова Клавдия Харитоновна                | род. 26.12.1929         | Прессовщица кемеровского завода «Карболит» Министерства химической промышленности СССР | 28.05.1966      | химпром         | *Новосибирская область        | [ ГС 257 ] |
| 271 | Темербаев Салик                             | 1909 — 23.05.2004       | Навалоотбойщик шахты «Пионерка» треста «Беловуголь» комбината «Кузбассуголь» Министерства угольной промышленности СССР, Кемеровская область                                                                                     | 26.04.1957      | углепром        | *Павлодарская область         | [ ГС 258 ] |
| 272 | Терехов Анатолий Константинович             | 17.12.1934 — 1983       | Горный мастер шахты «Коксовая» комбината «Прокопьевскуголь» Министерства угольной промышленности СССР, Кемеровская область | 24.07.1975      | углепром        | *Оренбургская область         | [ ГС 259 ] |
| 273 | Топкасов Леонид Петрович                    | 23.04.1922 — 20.01.1997 | Начальник 1-го Кемеровского монтажного управления треста «Сибметаллургмонтаж» Министерства монтажных и специальных строительных работ СССР                                                                                      | 07.05.1971      | строительство   | *Курганская область           | [ ГС 260 ] |
| 274 | Третьяков Аркадий Алексеевич                | 1917 — ????             | Бригадир тракторной бригады Прокопьевской МТС Кемеровской области | 25.02.1949      | сельхоз         | *Хмельницкая область          | [ ГС 261 ] |
| 275 | Тузовский Иван Дементьевич                  | 10.10.1900 — 27.04.1978 | Проходчик шахты № 2 Абашевская треста «Кузнецкшахтострой» Министерства строительства топливных предприятий СССР, Кемеровская область                                                                                            | 28.08.1948      | строительство   | Прокопьевский район           | [ ГС 262 ] |
| 276 | Тучин Георгий Ильич                         | 06.05.1932 — 23.06.2011 | Проходчик горных выработок шахты «Томусинская № 5—6» имени Л. Д. Шевякова комбината «Южкузбассуголь» Министерства угольной промышленности СССР, Кемеровская область                                                             | 30.03.1971      | углепром        | *Рязанская область            | [ ГС 263 ] |
| 277 | Усов Владимир Николаевич                    | 29.07.1931 — 29.12.2005 | Директор шахты № 5—7 комбината «Кузбассуголь» Министерства угольной промышленности СССР, Кемеровская область | 30.03.1971      | углепром        | *Забайкальский край           | [ ГС 264 ] |
| 278 | Усов Дмитрий Иванович                       | 1909 — 03.09.1984       | Начальник участка шахты имени Ворошилова треста «Прокопьевскуголь» комбината «Кузбассуголь» Министерства угольной промышленности СССР, Кемеровская область                                                                      | 26.04.1957      | углепром        | Прокопьевск                   | [ ГС 265 ] |
| 279 | Усов Пётр Яковлевич                         | 18.12.1912 — 12.1995    | Бригадир забойщиков шахты имени Молотова комбината «Кузбассуголь» Министерства угольной промышленности восточных районов СССР, Кемеровская область                                                                              | 28.08.1948      | углепром        | Прокопьевск                   | [ ГС 266 ] |
| 280 | Устинов Андрей Григорьевич                  | 1909 — ????             | Проходчик Таштагольского рудника Кузнецкого металлургического комбината Кемеровского совнархоза | 19.07.1959      | металлургия     | *Тюменская область            | [ ГС 267 ] |
| 281 | Устюжанин Николай Степанович                | 1918 — ????             | Комбайнёр Поморцевской МТС Беловского района Кемеровской области | 11.01.1957      | сельхоз         | Беловский район               | [ ГС 268 ] |
| 282 | Ушаков Григорий Алексеевич                  | 1910—1985               | Бригадир дистанции контактной сети Беловского участка энергоснабжения Томской железной дороги, Кемеровская область | 01.08.1959      | транспорт       | Беловский район               | [ ГС 269 ] |
| 283 | Федирко Григорий Матвеевич                  | 1918—1978               | Председатель колхоза имени Ленина Промышленновского района Кемеровской области | 08.04.1971      | сельхоз         | *Павлодарская область         | [ ГС 270 ] |
| 284 | Фёдоров Александр Иванович                  | 1904—1968               | Управляющий трестом «Ленинуголь» комбината «Кемеровуголь» Министерства угольной промышленности восточных районов СССР, Кемеровская область                                                                                      | 28.08.1948      | углепром        | *Курганская область           | [ ГС 271 ] |
| 285 | Фёдоров Леонид Александрович                | 19.02.1926 — 29.07.2008 | Горнорабочий очистного забоя шахты № 5—7 треста «Анжероуголь» комбината «Кузбассуголь» Министерства угольной промышленности СССР, Кемеровская область                                                                           | 29.06.1966      | углепром        | *Башкортостан                 | [ ГС 272 ] |
| 286 | Федосеев Иван Семёнович                     | род. 1936               | Бригадир слесарей-монтажников Первого Кемеровского специализированного монтажного управления треста «Сибметаллургмонтаж» Министерства монтажных и специальных строительных работ СССР                                           | 17.08.1979      | строительство   | *Курская область              |            |
| 287 | Федосеенко Николай Антонович                | 19.12.1911 — 15.09.1972 | Бригадир колхоза «Трудовик» Ижморского района Кемеровской области | 06.03.1948      | сельхоз         | *Витебская область            | [ ГС 273 ] |
| 288 | Фисенко Михаил Макарович                    | 19.01.1935 — 11.06.2012 | Бригадир проходчиков шахтоуправления «Кольчугинское» производственного объединения «Ленинскуголь» Министерства угольной промышленности СССР, Кемеровская область                                                                | 14.12.1982      | углепром        | *Кировоградская область       | [ ГС 274 ] |
| 289 | Фольмер Эдуард Яковлевич                    | 23.02.1933 — 23.04.2009 | Звеньевой по откорму свиней совхоза «Ново-Романовский» Юргинского района Кемеровской области | 08.04.1971      | сельхоз         | *Краснодарский край           | [ ГС 275 ] |
| 290 | Фомин Пахом Кириллович                      | 1905—1978               | Проходчик шахты № 2—3 Чертинская треста «Кемеровошахтострой» Министерства строительства топливных предприятий СССР, Кемеровская область                                                                                         | 28.08.1948      | строительство   | *Алтайский край               | [ ГС 276 ] |
| 291 | Фрейтор Михаил Захарович                    | 1905 — ????             | Старший механик Кузнецкой МТС Кузнецкого района Кемеровской области | 06.03.1948      | сельхоз         | *Винницкая область            |            |
| 292 | Фролов Пётр Иннокентьевич                   | 20.03.1933 — 26.11.2009 | Машинист горных выемочных машин шахты «Распадская» производственного объединения «Южкузбассуголь» Министерства угольной промышленности СССР, Кемеровская область                                                                | 29.04.1986      | углепром        | *Омская область               | [ ГС 277 ] |
| 293 | Хабибулина Екатерина Гарифульевна           | 02.05.1922 — 10.08.2005 | Звеньевая колхоза «Путь к новой жизни» Мариинского района Кемеровской области | 25.02.1949      | сельхоз         | Мариинский район              | [ ГС 278 ] |
| 294 | Хващевская (Торгунакова) Екатерина Ивановна | 24.11.1927 — 2020       | Звеньевая колхоза «Красный труд» Кемеровского района Кемеровской области | 25.02.1949      | сельхоз         | Кемеровский район             | [ ГС 279 ] |
| 295 | Хмелёв Анатолий Яковлевич                   | 13.11.1934 — 01.07.1994 | Бригадир проходчиков шахты «Октябрьская» производственного объединения «Ленинскуголь» Министерства угольной промышленности СССР, Кемеровская область                                                                            | 02.03.1981      | углепром        | *Красноярский край            | [ ГС 280 ] |
| 296 | Ходаренко Михаил Мефодьевич                 | 03.02.1935 — 15.11.2010 | Дорожный мастер Новокузнецкой дистанции пути Западно-Сибирской железной дороги, Кемеровская область | 17.10.1985      | транспорт       | *Новосибирская область        | [ ГС 281 ] |
| 297 | Цвилёв Иван Макарович                       | 15.10.1935 — 29.11.2000 | Бригадир электросварщиков Первого Новокузнецкого строительно-монтажного управления треста «Сибстальконструкция» Министерства монтажных и специальных строительных работ СССР, Кемеровская область                               | 22.05.1986      | строительство   | *Брянская область             | [ ГС 282 ] |
| 298 | Цыбулевский Хаим Шулимович                  | 22.09.1908 — 04.09.1971 | Директор Судженской МТС Анжеро-Судженского района Кемеровской области | 25.02.1949      | сельхоз         | *Одесская область             |            |
| 299 | Чекмарёв Яков Григорьевич                   | 01.07.1910 — 16.01.1956 | Начальник участка шахты имени Кирова треста «Ленинуголь» комбината «Кемеровоуголь» Министерства угольной промышленности восточных районов СССР, Кемеровская область                                                             | 28.08.1948      | углепром        | *Ульяновская область          | [ ГС 283 ] |
| 300 | Черепов Юрий Петрович                       | 21.01.1938 — 02.02.2007 | Горнорабочий очистного забоя шахты «Октябрьская» производственного объединения «Кузбассуголь» Министерства угольной промышленности СССР, Кемеровская область                                                                    | 12.05.1977      | углепром        | Киселёвск                     | [ ГС 284 ] |
| 301 | Чеченин Павел Моисеевич                     | 1910—1987               | Старший механик Судженской МТС Анжеро-Судженского района Кемеровской области | 25.02.1949      | сельхоз         | Анжеро-Судженский район       | [ ГС 285 ] |
| 302 | Чигинцев Алексей Ильич                      | 07.02.1939 — 05.02.2016 | Бригадир горнорабочих очистного забоя шахты «Большевик» производственного объединения «Облкемеровоуголь» Министерства топливной промышленности РСФСР, Кемеровская область                                                       | 14.08.1985      | углепром        | *Акмолинская область          | [ ГС 286 ] |
| 303 | Чикалов Степан Иванович                     | 1900—1968               | Бригадир колхоза «Сибтруженик» Кузнецкого района Кемеровской области | 06.03.1948      | сельхоз         | *Алтайский край               | [ ГС 287 ] |
| 304 | Шабалов Кузьма Фёдорович                    | 16.08.1919 — 03.11.1981 | Сталевар Кузнецкого металлургического комбината Министерства чёрной металлургии СССР, Кемеровская область | 22.03.1966      | металлургия     | *Алтайский край               | [ ГС 288 ] |
| 305 | Шарков Виктор Полиэктович                   | 07.08.1930 — 01.11.2019 | Бригадир горнорабочих очистного забоя шахты «Карагайлинская» № 1—2 комбината «Прокопьевскуголь» Министерства угольной промышленности СССР, Кемеровская область                                                                  | 30.03.1971      | углепром        | *Тверская область             | [ ГС 289 ] |
| 306 | Шатров Александр Андреевич                  | род. 27.08.1927         | Слесарь-монтажник Байдаевского шахтостроймонтажного управления № 1 комбината «Кузбассшахтострой» Министерства угольной промышленности СССР, гор. Новокузнецк Кемеровской области                                                | 12.05.1977      | углепром        | *Тверская область             | [ ГС 290 ] |
| 307 | Шевченко Мария Моисеевна                    | 1909—1996               | Звеньевая колхоза «Ударник полей» Промышленновского района Кемеровской области | 25.02.1949      | сельхоз         | Кемеровская область           | [ ГС 291 ] |
| 308 | Шевченко Ольга Дмитриевна                   | 16.05.1931 — 06.03.2001 | Старшая посадчица металла Кузнецкого металлургического комбината имени В. И. Ленина Министерства чёрной металлургии СССР, Кемеровская область                                                                                   | 30.03.1971      | металлургия     | *Тюменская область            | [ ГС 292 ] |
| 309 | Шишкин Василий Алексеевич                   | 06.01.1927 — 10.11.2007 | Старший разливщик металла Западно-Сибирского металлургического завода имени 50-летия Великого Октября Министерства чёрной металлургии СССР, Кемеровская область                                                                 | 30.03.1971      | металлургия     | Топкинский район              | [ ГС 293 ] |
| 310 | Шмальц (Печерина) Галина Михайловна         | род. 1934               | Свинарка совхоза «Заря» Промышленновского района Кемеровской области | 22.03.1966      | сельхоз         | Промышленновский район        | [ ГС 294 ] |
| 311 | Шпилёва Прасковья Васильевна                | 1913—2001               | Звеньевая свиноводческого совхоза «Ударник» Министерства совхозов СССР, Промышленновский район Кемеровской области | 25.02.1949      | сельхоз         | *Алтайский край               | [ ГС 295 ] |
| 312 | Юдин Василий Тихонович                      | 08.09.1910 — 06.11.1993 | Шофёр автоколонны Кемеровского управления автомобильного транспорта Министерства автомобильного транспорта и шоссейных дорог РСФСР                                                                                              | 05.10.1966      | транспорт       | Кемеровская область           |            |
| 313 | Юткина Анна Кондратьевна                    | 19.04.1894 — 22.03.1983 | Звеньевая колхоза «Красный Перекоп» Мариинского района Кемеровской области | 20.05.1948      | сельхоз         | Мариинский район              | [ ГС 296 ] |
| 314 | Юферов Иван Семёнович                       | 21.11.1928 — 29.02.2012 | Бригадир племсовхоза «Октябрьский» Кемеровского района Кемеровской области | 06.09.1973      | сельхоз         | Кемеровский район             | [ ГС 297 ] |
| 315 | Ющенко Владимир Викторович                  | род. 1928               | Старший оператор-вальцовщик Западно-Сибирского металлургического завода имени 50-летия Великого Октября Министерства чёрной металлургии СССР, Кемеровская область                                                               | 30.03.1971      | металлургия     | *Киевская область             | [ ГС 298 ] |
| 316 | Язовский Иван Егорович                      | 1917 — ????             | Звеньевой колхоза «Пятилетка в 4 года» Кузнецкого района Кемеровской области | 25.02.1949      | сельхоз         | *Курганская область           | [ ГС 299 ] |
| 317 | Яковенко Пётр Трифонович                    | 1892 — 29.08.1959       | Звеньевой колхоза имени К. Маркса Промышленновского района Кемеровской области | 06.03.1948      | сельхоз         | *Херсонская область           | [ ГС 300 ] |
| 318 | Яковкин Василий Абрамович                   | 08.03.1909 — 24.01.1987 | Тракторист колхоза имени Мичурина Промышленновского района Кемеровской области | 19.04.1967      | сельхоз         | Мариинский район              | [ ГС 301 ] |
| 319 | Ялевский Владлен Данилович                  | 29.05.1926 — 10.12.2005 | Директор шахты «Зыряновская» комбината «Южкузбассуголь» Министерства угольной промышленности СССР, Кемеровская область | 30.03.1971      | углепром        | *Житомирская область          | [ ГС 302 ] |
| 320 | Яшункин Иван Алексеевич                     | 01.03.1933 — 01.01.1989 | Бригадир колхоза «Вперёд» Новокузнецкого района Кемеровской области | 13.12.1972      | сельхоз         | Новокузнецкий район           | [ ГС 303 ] |

### Комментарии
1. ↑  Фамилия Баранова — в замужестве, на момент награждения — Кошкина.
2. ↑  Фамилия Васильева — в замужестве, на момент награждения — Слобода.
3. ↑  Фамилия Вожжова — в замужестве, на момент награждения — Алишевец.
4. ↑  В тексте Указа — фамилия Гаврюшенко.
5. ↑  Фамилия Кривцова — в замужестве, на момент награждения — Барнашёва.
6. ↑  Фамилия Мадьянова — в замужестве, на момент награждения — Анисимова.
7. ↑  Фамилия Петрова — в замужестве, на момент награждения — Лебедева.
8. ↑  В тексте Указа — Свиркова.
9. ↑  Фамилия Семёнова — в замужестве, на момент награждения — Долбня.
10. ↑  Фамилия Хващевская — в замужестве, на момент награждения — Торгунакова.
11. ↑  Фамилия Шмальц — в замужестве, на момент награждения — Печерина.

## Уроженцы Кемеровской области, удостоенные звания Героя Социалистического Труда в других регионах СССР
| №  | Фамилия, имя, отчество            | Даты жизни              | Деятельность | Дата присвоения | Отрасль            | Место рождения      | ГС        |
| -- | --------------------------------- | ----------------------- | --- | --------------- | ------------------ | ------------------- | --------- |
| 1  | Алексеев Николай Александрович    | 17.11.1924 — 23.06.2009 | Начальник управления «Омскцелинстрой» Министерства сельского строительства РСФСР, Омская область                                                                                            | 07.05.1971      | строительство      | Топкинский район    | [ ГС 1 ]  |
| 2  | Анучин Афанасий Фёдорович         | 18.01.1906 — 05.01.1967 | Директор Черепановского зернового совхоза Черепановского района Новосибирской области | 11.01.1957      | сельское хозяйство | Новокузнецк         | [ ГС 2 ]  |
| 3  | Багаев Николай Алексеевич         | 15.12.1928 — 02.09.2002 | Бригадир водителей автомобилей Новосибирского пассажирского автотранспортного предприятия № 1 Министерства автомобильного транспорта РСФСР                                                  | 13.05.1977      | транспорт          | Новокузнецкий район | [ ГС 3 ]  |
| 4  | Байсарина Сарвар Мухамединовна    | 01.01.1936 — 19.12.1986 | Швея-мотористка Петропавловской швейной фабрики «Комсомолка» Министерства лёгкой промышленности Казахской ССР, Северо-Казахстанская область                                                 | 16.01.1974      | легпром            | Белово              | [ ГС 4 ]  |
| 5  | Баранов Юрий Иванович             | род. 03.01.1934         | Директор шахты имени газеты «Социалистический Донбасс» производственного объединения «Донецкуголь» Министерства угольной промышленности Украинской ССР, Донецкая область                    | 02.03.1981      | углепром           | Новокузнецк         | [ ГС 5 ]  |
| 6  | Богомолов Александр Александрович | 13.02.1929 — 29.10.1977 | Бортовой механик Якутского территориального управления Гражданского воздушного флота | 16.04.1963      | транспорт          | Тайга               | [ ГС 6 ]  |
| 7  | Бородин Павел Петрович            | 07.10.1926 — 04.02.2001 | Старший травильщик цеха холодного проката Новосибирского металлургического завода имени А. Н. Кузьмина Новосибирского совнароза                                                             | 19.07.1958      | металлургия        | ?                   | [ ГС 7 ]  |
| 8  | Бураков Александр Пантелеевич     | род. 27.05.1930         | Мастер Львовского завода имени В. И. Ленина Министерства радиопромышленности СССР | 26.04.1971      | радиопром          | ?                   | [ ГС 8 ]  |
| 9  | Бушуев Михаил Серпионович         | 12.11.1928 — 09.04.2010 | Шофёр Томского пассажирского автотранспортного предприятия № 1 Министерства автомобильного транспорта РСФСР                                                                                 | 04.05.1971      | транспорт          | Яшкинский район     | [ ГС 9 ]  |
| 10 | Виноградов Сергей Николаевич      | 1935 — 07.02.1999       | Начальник мостоотряда № 7 мостостроительного треста № 2 Министерства транспортного строительства СССР, Красноярский край                                                                    | 08.02.1985      | строительство      | Топкинский район    | [ ГС 10 ] |
| 11 | Голиков Михаил Фёдорович          | 25.02.1931 — 1988       | Тракторист совхоза «Чумышский» Кытмановского района Алтайского края | 08.04.1971      | сельское хозяйство | ?                   | [ ГС 11 ] |
| 12 | Демченко Пётр Трофимович          | 03.10.1924 — 11.01.1990 | Слесарь-сборщик Гомельского завода измерительных приборов Министерства приборостроения, средств автоматизации и систем управления СССР                                                      | 03.01.1974      | приборостроение    | Беловский район     | [ ГС 12 ] |
| 13 | Деревьева Марфа Николаевна        | 1893 — ????             | Звеньевая колхоза «Авангард» Боготольского района Красноярского края | 10.04.1948      | сельское хозяйство | ?                   |           |
| 14 | Еговцев Александр Ильич           | 18.04.1928 — 2020       | Начальник смены Лысьвенского металлургического завода Министерства чёрной металлургии СССР, Пермская область                                                                                | 22.03.1966      | металлургия        | Новокузнецк         | [ ГС 13 ] |
| 15 | Золотарёв Сергей Григорьевич      | 1906 — ????             | Директор Джамбулской МТС Джамбулской области | 28.03.1948      | сельское хозяйство | Тисульский район    | [ ГС 14 ] |
| 16 | Клейман Владимир Леонидович       | 11.11.1930 — 07.04.2014 | Первый заместитель Генерального конструктора — заместитель начальника Конструкторского бюро машиностроения Министерства общего машиностроения СССР, Челябинская область                     | 17.02.1975      | машиностроение     | Яйский район        | [ ГС 15 ] |
| 17 | Колупаев Кирилл Иванович          | 10.03.1919 — 08.06.1992 | Директор совхоза «Чистюньский» Топчихинского района Алтайского края | 23.06.1966      | сельское хозяйство | Прокопьевск         | [ ГС 16 ] |
| 18 | Ланцов Владимир Степанович        | 15.10.1925 — 09.01.2005 | Бригадир слесарей Алтайского моторного завода Министерства тракторного и сельскохозяйственного машиностроения СССР, гор. Барнаул                                                            | 05.08.1966      | машиностроение     | Беловский район     | [ ГС 17 ] |
| 19 | Лесников Михаил Яковлевич         | 06.11.1928 — 1998       | Бригадир комплексной бригады управления основных сооружений Красноярскгэсстроя Министерства энергетики и электрификации СССР, Красноярский край                                             | 01.06.1973      | энергетика         | Гурьевский район    | [ ГС 18 ] |
| 20 | Матрёнин Александр Сергеевич      | 26.08.1924 — 20.09.2002 | Заместитель Министра общего машиностроения СССР, генерал-лейтенант, гор. Москва | 02.03.1990      | машиностроение     | Кемерово            | [ ГС 19 ] |
| 21 | Мержвинская Анна Константиновна   | 19.03.1922 — 07.01.1991 | Бригадир совхоза «Лузинский» Омского района Омской области | 22.03.1966      | сельское хозяйство | Мариинский район    | [ ГС 20 ] |
| 22 | Михайлов Николай Николаевич       | 17.12.1941 — 30.01.2014 | Старший плавильщик Норильского горно-металлургического комбината имени А. П. Завенягина Министерства цветной металлургии СССР, Красноярский край                                            | 12.05.1977      | металлургия        | Белово              | [ ГС 21 ] |
| 23 | Николаева Вера Семёновна          | 09.10.1925 — 21.07.2011 | Главный врач центральной районной больницы Туринского района Свердловской области | 04.02.1969      | здравоохранение    | Юргинский район     | [ ГС 22 ] |
| 24 | Панин Василий Михайлович          | 28.11.1929 — 08.10.2008 | Старший электролизник Братского алюминиевого завода Министерства цветной металлургии СССР, Иркутская область                                                                                | 30.03.1971      | металлургия        | Мыски               | [ ГС 23 ] |
| 25 | Пихтерев Владимир Никитович       | род. 29.03.1933         | Горнорабочий очистного забоя шахты имени Е. Т. Абакумова комбината «Донецкуголь» Министерства угольной промышленности Украинской ССР, Донецкая область                                      | 30.03.1971      | углепром           | Киселёвск           | [ ГС 24 ] |
| 26 | Полянская Полина Алексеевна       | 1941 — 12.20017         | Штукатур строительно-монтажного поезда № 699 треста «Центробамстрой» Министерства транспортного строительства СССР, Амурская область                                                        | 25.10.1984      | строительство      | ?                   | [ ГС 25 ] |
| 27 | Рослова Александра Егоровна       | 05.08.1926 — ????       | Бригадир маляров строительно-монтажного управления № 2 строительно-монтажного треста № 2 Министерства строительства СССР, гор. Фрунзе Киргизской ССР                                        | 12.05.1977      | строительство      | Беловский район     | [ ГС 26 ] |
| 28 | Севостьянов Алексей Дмитриевич    | 1936—1995               | Начальник участка управления механизации Красноярскгэсстроя Министерства энергетики и электрификации СССР, Красноярский край                                                                | 01.06.1973      | энергетика         | ?                   | [ ГС 27 ] |
| 29 | Сомкин Сергей Александрович       | 01.12.1938 — 07.05.2012 | Вальцовщик Никопольского Южнотрубного завода имени 50-летия Великой Октябрьской социалистической революции Министерства чёрной металлургии Украинской ССР, Днепропетровская область         | 29.10.1985      | металлургия        | Киселёвск           | [ ГС 28 ] |
| 30 | Сугатов Фёдор Изотович            | 19.02.1910 — ????       | Кузнец вагонного депо Первая Речка Дальневосточной железной дороги, Приморский край | 01.08.1959      | транспорт          | Тисульский район    | [ ГС 29 ] |
| 31 | Торопцев Юрий Лаврентьевич        | 25.03.1925 — 27.12.2020 | Бригадир слесарей-турбинистов Невинномысского участка треста «Кавказэнергомонтаж» Министерства энергетики и электрификации СССР, Ставропольский край                                        | 20.04.1971      | энергетика         | Анжеро-Судженск     | [ ГС 30 ] |
| 32 | Хабарова Наталья Евгеньевна       | 24.03.1936 — 21.10.2013 | Главный геолог Шмидтовской геологоразведочной экспедиции Министерства геологии РСФСР, Чукотский автономный округ                                                                            | 10.03.1981      | геология           | Беловский район     | [ ГС 31 ] |
| 33 | Хвостов Александр Герасимович     | 15.02.1922 — 08.11.1988 | Старший сварщик Карагандинского металлургического комбината Министерства чёрной металлургии СССР                                                                                            | 30.03.1971      | металлургия        | Прокопьевский район | [ ГС 32 ] |
| 34 | Хлебников Борис Иванович          | 30.06.1922 — 01.01.2001 | Начальник испытательного отдела Государственного союзного конструкторского бюро специального машиностроения (Спецмаша) Государственного комитета Совета Министров СССР по оборонной технике | 17.06.1961      | машиностроение     | Беловский район     | [ ГС 33 ] |
| 35 | Шахов Михаил Иосифович            | 1922 — 12.06.1987       | Комбайнёр Равнопольской МТС Куйбышевского района Ростовской области | 21.08.1953      | сельское хозяйство | Чебулинский район   | [ ГС 34 ] |
| 36 | Юркин Константин Антонович        | 03.06.1909 — 23.09.1985 | Звеньевой колхоза «Красное знамя» Назаровского района Красноярского края | 01.06.1949      | сельхоз            | Тяжинский район     | [ ГС 35 ] |

## Герои Социалистического Труда, прибывшие в Кемеровскую область на постоянное проживание из других регионов
| № | Фамилия, имя, отчество                 | Даты жизни              | Деятельность | Дата присвоения | Отрасль     | Район проживания    | ГС       |
| - | -------------------------------------- | ----------------------- | --- | --------------- | ----------- | ------------------- | -------- |
| 1 | Бочаров Виктор Иванович                | род. 23.10.1933         | Начальник комбината «Якутуглестрой» Министерства угольной промышленности СССР, Нерюнгринский район Якутской АССР                                                             | 28.08.1985      | углепром    | Кемерово            | [ ГС 1 ] |
| 2 | Девятко Владимир Григорьевич           | 31.05.1931 — 1993       | Машинист угольного комбайна шахты «Норильская» Норильского горно-металлургического комбината имени А. П. Завенягина Министерства цветной металлургии СССР, Красноярский край | 04.12.1965      | металлургия | Междуреченск        | [ ГС 2 ] |
| 3 | Роменских Василий Петрович             | 01.10.1921 — 05.12.1981 | Тракторист Алтайской МТС Алтайского района Алтайского края | 23.06.1950      | сельхоз     | Киселёвск           | [ ГС 3 ] |
| 4 | Сергеева (Перешивко) Татьяна Яковлевна | род. 20.07.1939         | Свинарка совхоза «Победитель» Кормиловского района Омской области | 25.12.1959      | сельхоз     | Прокопьевский район | [ ГС 4 ] |

## Лица, лишённые звания Героя Социалистического Труда
| № | Фамилия, имя, отчество       | Даты жизни              | Деятельность                                                                      | Дата присвоения | Дата лишения | Отрасль | Место рождения       | ГС       |
| - | ---------------------------- | ----------------------- | --------------------------------------------------------------------------------- | --------------- | ------------ | ------- | -------------------- | -------- |
| 1 | Гулевич Моисей Васильевич    | 14.12.1919 — 18.06.1992 | Комбайнёр Кемеровской МТС Кемеровского района Кемеровской области                 | 11.01.1957      | 14.11.1988   | сельхоз | Кемеровский район    | [ ГС 1 ] |
| 2 | Ермолов Анатолий Никанорович | 01.05.1913 — 12.11.1977 | Председатель колхоза «Ударник полей» Промышленновского района Кемеровской области | 25.02.1949      | 25.09.1950   | сельхоз | *Костромская область | [ ГС 2 ] |